# Nabenschaltung

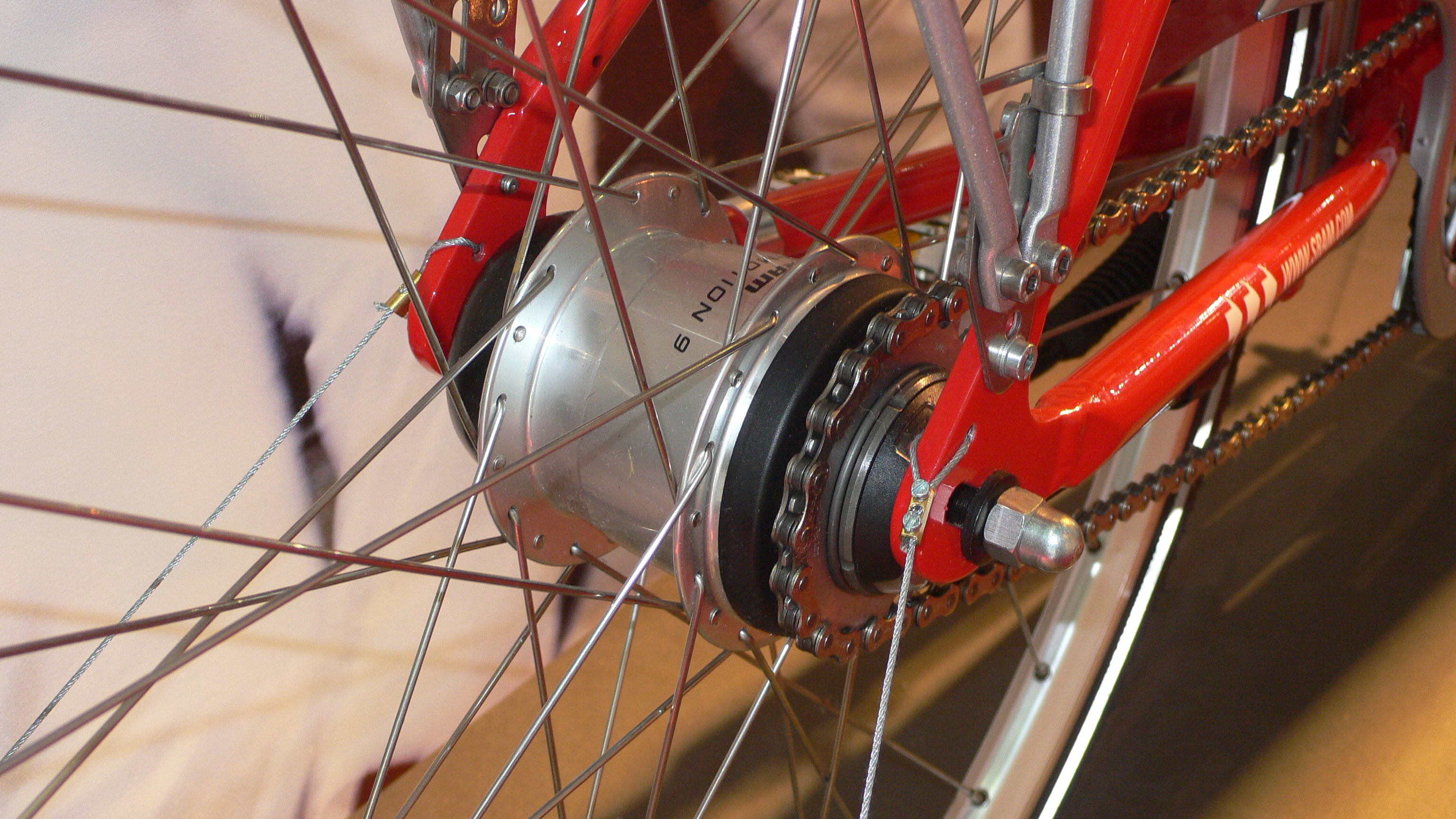
9-Gang-Nabe von SRAM

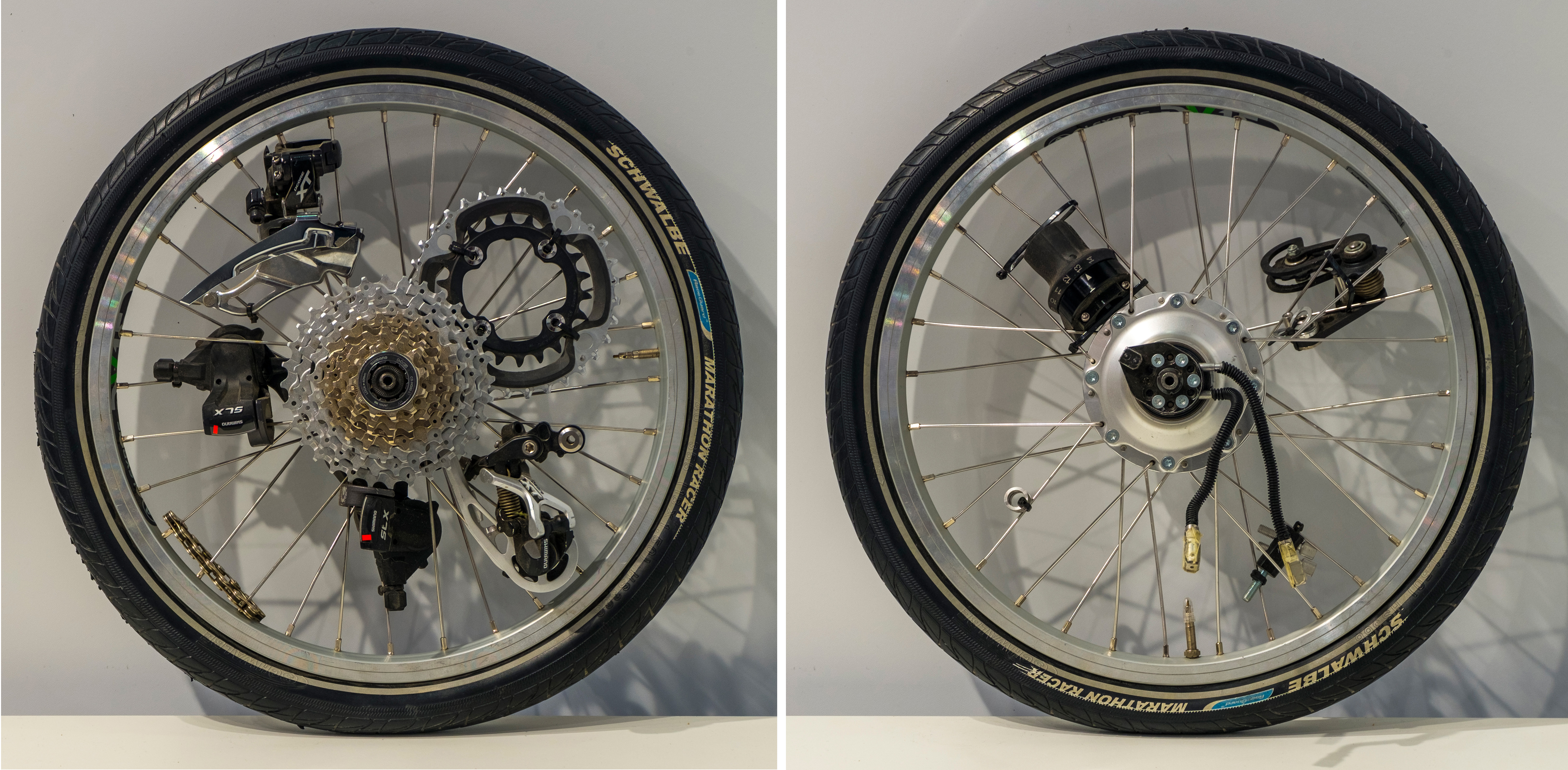
Links Kettenschaltung, rechts Nabenschaltung – notwendige Bauteile; dargestellt auf einem kleinen 18-Zoll-Laufrad

Eine Nabenschaltung oder genauer Getriebenabe ist eine Hinterradnabe mit integrierter Gangschaltung bei Fahrrädern, früher auch bei Motorrädern. Im Gegensatz zur Kettenschaltung sind hier alle Bauteile dieses Getriebes vor Verschmutzung geschützt und die Kette wird mechanisch durch den Schaltvorgang nicht beansprucht, so dass der Verschleiß insgesamt wesentlich geringer ist. Technisch verwandt mit der Nabenschaltung, aber selten, ist die Tretlagerschaltung.

## Technik

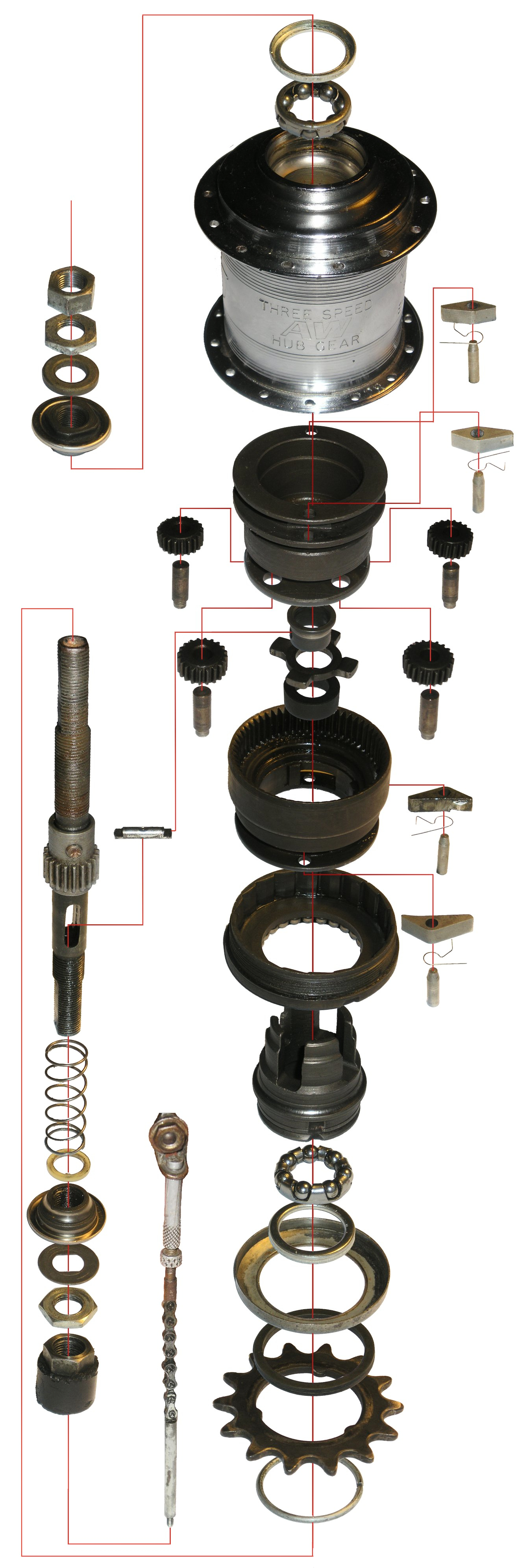
Explosionsdarstellung einer Sturmey-Archer-3-Gang-Nabe ohne Rücktrittbremse

Nabenschaltungen im Fahrradbereich sind fast immer Planetengetriebe. Die Kraft wird bei ihnen durch Zahnräder übertragen; Ausnahme sind stufenlose Getriebe, bei denen dazu Kugeln eingesetzt werden. Bei mehr als drei Gängen werden verschiedene Planetengetriebe in einer Nabe kombiniert und zum Teil auch in Reihe geschaltet, wodurch sich Schaltungen von 2 bis 14 Gängen realisieren lassen. Manche Schaltnabe gibt es wahlweise mit eingebauter Rücktrittbremse, manche ist zur Kombination mit einer bestimmten Kettenschaltung gestaltet.
Die Nabenschaltung muss kaum gewartet werden und verschleißt nur wenig. Durch die geschlossene Bauweise ist das Getriebe im Inneren der Nabe vor Schmutz und Wasser geschützt, und eine ausreichende Schmierung der Zahnräder ist gewährleistet. Mit einer Nabenschaltung kann im Gegensatz zur Kettenschaltung auch im Stand (z. B. beim Anhalten an einer Ampel) geschaltet werden. Die Kette kann beim Schalten nicht abspringen, da es an der Nabe nur ein Ritzel und an der Kurbel nur ein Kettenblatt gibt (von wenigen Ausnahmen abgesehen) und somit eine exakt gerade Kettenlinie möglich ist, bei der die Zugkraft optimal übertragen wird. Ein positiver Nebeneffekt ist dabei der geringere Verschleiß von Kette und Zahnrädern. Zudem ist es einfacher, die Kette mit einem Schutz zu versehen, um sie besser vor Verschmutzung zu schützen. Ein weiterer Vorteil ist die symmetrische Einspeichung des Hinterrads; die gleichmäßigere Spannung verringert die Gefahr von Speichenbrüchen.
Durch den geschlossenen Aufbau ist die Wartung der Nabe meist nur für geübte Mechaniker möglich, da es nicht einfach ist, die Nabe zu demontieren und sie wieder korrekt zusammenzusetzen. Zudem werden für einige Naben Spezialwerkzeuge benötigt. Die bei manchen Modellen deutlich hörbaren Betriebsgeräusche, die mit zunehmender Laufleistung allerdings abnehmen, empfinden viele Fahrer als störend.
Zudem ist der Wirkungsgrad eventuell geringer, er beträgt bei aktuellen Nabenschaltungen bei hoher Antriebsleistung 92–97 Prozent; bei einer gut gepflegten Kettenschaltung 96 Prozent. Während bei einer Kettenschaltung durch Tausch des Zahnkranzpakets oder einzelner Kettenblätter die Übersetzungen an die Bedürfnisse des Fahrers in weiten Bereichen angepasst werden können, kann bei einer Nabenschaltung durch andere Kettenblätter und Ritzel nur die Primärübersetzung geändert werden; die Abstufung der einzelnen Gänge hingegen ist nicht änderbar.
Nabenschaltungen sind schwerer als Kettenschaltungen. Die aufwendigere Technik ist in der Anschaffung teurer, dafür sind die laufenden Kosten geringer, da sowohl Kette als auch Kettenblatt und Ritzel seltener gewechselt werden müssen und recht preisgünstig sind. Die Zielgruppen für Nabenschaltungen sind die Vielfahrer mit mehr als 500 km pro Monat und die Touren- und Sorglosfahrer, denen die Zuverlässigkeit und der geringe Wartungsaufwand wichtig sind. Im Radsport sind Nabenschaltungen fast nicht zu finden. Ausnahme ist die Speedhub 500/14 von Rohloff, die in Sportarten wie Mountainbike-Marathon und Downhill verwendet wird. Hier wirkt sich der Massenunterschied zur Kettenschaltung nicht so stark aus bzw. ist kein Nachteil beim Bergabfahren.
Die meisten Nabenschaltungen enthalten Schmierfett, das jahrzehntelang hält. Einige der neueren und hochwertigeren Nabenschaltungen wie Shimano Alfine und Rohloff Speedhub enthalten Schmieröl, das regelmäßig gewechselt werden sollte.

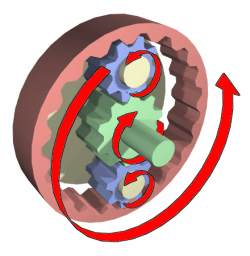
Planetengetriebe, vereinfachte Darstellung
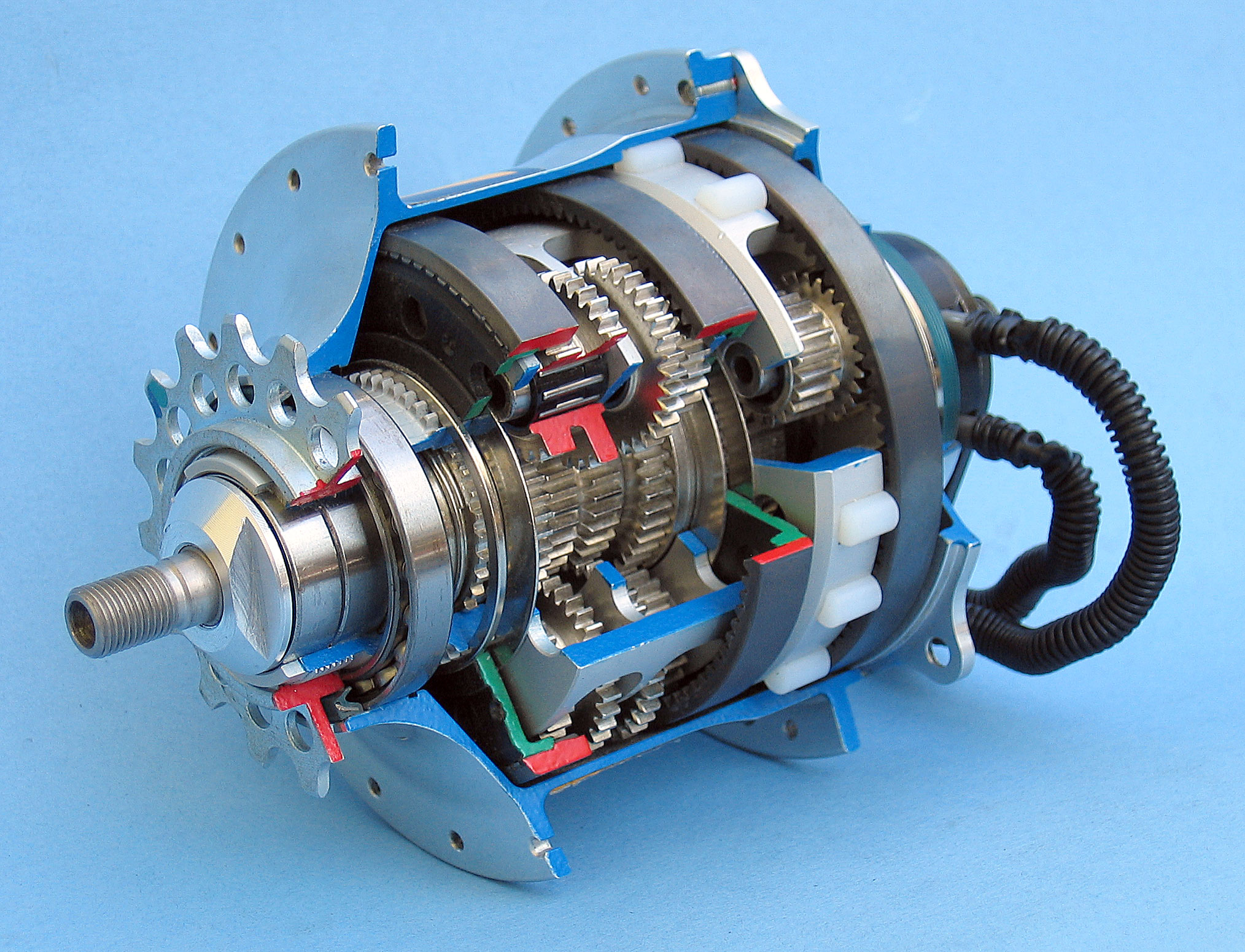
Planetengetriebe in einer 14-Gang-Nabe (Rohloff-Speedhub 500/14)

## Geschichte
Planetengetriebe wurden seit den 1880er Jahren für Dreiräder verwendet. Erste Nabenschaltungen mit zwei Gängen für Fahrräder wurden von dem Amerikaner Seard Thomas Johnson im Jahr 1895 und 1896 von dem Engländer William Reilly (1866–1950) erfunden. Reillys Zweigang-Nabe wurde ab 1898 von der Firma The Hub produziert. 1902 entwarf Reilly eine Dreigangnabenschaltung, die unter dem Namen seines Kollegen James Archer patentiert und von der Firma Sturmey-Archer produziert wurde.
Das erste deutsche Patent auf eine Nabenschaltung erhielt 1902 das Chemnitzer Unternehmen Wanderer, 1907 brachte Fichtel & Sachs eine Nabenschaltung mit zwei Gängen (Modellbezeichnung: Doppel-Torpedo) auf den Markt, ein Jahr nach dem Debüt der Torpedo-Freilaufnabe. Der sogenannte Doppel-Torpedo wurde mit wenigen Veränderungen fast 50 Jahre lang gebaut. 1912 kam das nach einem Patent der Wanderer-Fahrradwerke von Fichtel & Sachs gefertigte Nachfolgemodell Universal-Torpedo mit vier Gängen und Rücktrittbremse auf den Markt. Der wirtschaftliche Erfolg blieb aber aus, und so wurde die Produktion 1916 eingestellt.
1924 brachte Fichtel & Sachs die erste Torpedo-3-Gang-Nabe mit Rücktrittbremse auf den Markt, die bis Anfang der 1940er Jahre produziert wurde. 1941 erschien zudem eine 3-Gang-Nabe, die hauptsächlich für den Export bestimmt war und wieder unter dem Namen Universaltorpedo vermarktet wurde. Diese Nabe, die mit und ohne Trommelbremse erhältlich war, wurde nur zwei Jahre lang produziert.
Seit den 1930er Jahren wurden Nabenschaltungen nicht nur mit Trommelbremsen, sondern auch mit Nabendynamos angeboten.
Nach dem Zweiten Weltkrieg begann in Deutschland die Markteinführung weiterer Torpedo-3-Gang-Nabenschaltungen mit den Modellen 53 (mit Rücktritt), 55 (mit und ohne Rücktritt), 515 (mit Rücktritt), 415 (ohne Rücktritt) und H 3111. Kommerziell besonders erfolgreich waren die seit Anfang der 1960er Jahre produzierten Modelle 415 und 515. Mitte der 1970er Jahre musste aus Sicherheitsgründen das Modell 515 durch das Modell H 3111 (später H 3113) ersetzt werden, da bei einer fehlerhaften Einstellung der Nabe beim Modell 515 wegen der Leerlaufstellung zwischen dem zweiten und dritten Gang die Rücktrittbremse ausfallen konnte. Es wurde mit kleinen Abwandlungen noch bis 2017 von SRAM hergestellt (1997 wurde die Fahrradsparte von Fichtel & Sachs von SRAM übernommen).
Mit dem Klapprad-Boom der 1960er und 1970er Jahre entwickelten und verkauften sowohl Fichtel & Sachs (Duomatic, ab 1964) als auch Sturmey-Archer 2-Gang-Nabenschaltungen; sie hatten keinen Schalthebel und -zug und ließen sich durch leichtes Zurücktreten der Pedale schalten («kick-back»). Eine Weiterentwicklung war die fliehkraftgesteuerte 2-Gang-Automatiknabe von Fichtel & Sachs, deren Schaltpunkt bei einer Geschwindigkeit des Fahrrads von etwa 18 km/h (vom Radumfang abhängig) lag und bis 1984 gebaut wurde. Sie wurde vom Rechtsnachfolger SRAM 2011–2017 als Automatix technisch nahezu unverändert wieder angeboten.
Ab 1987 erweiterte Fichtel & Sachs das Programm mit der Pentasport-5-Gang-Nabenschaltung, die der Sturmey-Archer-5-Gang-Nabenschaltung ähnelt. Sturmey-Archer besaß das Patent auf diese Bauart seit Mitte der 1920er Jahre, ohne allerdings davon Gebrauch zu machen. Die Firma stellte 3- und 4-Gang-Naben mit den unterschiedlichsten Grundübersetzungen und Ausstattungen her.
In der DDR waren Nabenschaltungen nicht erhältlich, lediglich über Genex konnten DDR-Fahrräder mit importierter Nabenschaltung bezogen werden. Aus diesem Grund waren in der DDR nachgerüstete Kettenschaltungen recht stark verbreitet, diese kamen sowohl aus der DDR selbst als auch von Favorit aus der ČSSR.
1996 brachte die Sachs AG eine 12-Gang-Nabe Elan auf den Markt, die mit 3,5 kg ausgesprochen schwer ist, einen Übersetzungsbereich von 339 Prozent hat und wegen ihrer Größe einer Trommelbremse ähnelt. Der Sachs Elan haftet der Ruf mangelnder Zuverlässigkeit an. Sie erreichte nur eine sehr geringe Verbreitung.
Einen Meilenstein der Nabenentwicklung bildete 1998 die Einführung der Speedhub 500/14 des Herstellers Rohloff. Mit 14 Gängen bei 526 Prozent Übersetzungsbereich wiegt sie nur die Hälfte der Elan und ist für ihre extreme Zuverlässigkeit bekannt. Trotz ihres hohen Preises wurde ihre Einführung zu einer andauernden Erfolgsgeschichte.
2010 brachte Shimano mit der Alfine 11 eine etwa gleich schwere Nabenschaltung auf den Markt, die grob ein Drittel derjenigen von Rohloff kostet.
Stand der Technik im Jahre 2004 im Marktsegment der mittelpreisigen Getriebenaben waren die 7-Gang-Nabe Comfort S7 von SRAM und die 8-Gang-Nabe Nexus Inter-8 von Shimano. Letztere ist auch in einer vom Vorgängermodell Nexus Inter-7 bekannten Variante mit Rücktrittbremse verfügbar.
Von 2006 bis 2010 bot SRAM eine 9-Gang-Nabe (i-MOTION 9) an, die preislich im Bereich der 8-Gang-Nabe von Shimano lag. Sie ist mit Rücktrittbremse, als Freilauf- und Scheibenbremsversion sowie als i-BRAKE-Variante erhältlich. Ihre Besonderheit ist die gleichmäßige Abstufung der Gänge zwei bis acht. Auch sind bei dieser Nabe sämtliche zur Schaltung benötigten Teile in der Nabe untergebracht, statt wie bisher in der sogenannten Klickbox, was die Wartung sowie den Aus- und Einbau des Hinterrads vereinfachen soll.
Im Februar 2015 kündigte SRAM an, die 8- und 9-Gang-Schaltungen einzustellen. Zuletzt bot SRAM nur noch 2- und 3-Gang Nabenschaltungen an. 2017 stellte SRAM die gesamte Nabenschaltungsproduktion ein.
Daneben wird immer wieder versucht, mit Hybridschaltungen die Vorteile der Nabenschaltung mit denen der Kettenschaltung zu kombinieren.
- So gab es bei Fichtel & Sachs eine 12-Gang-Schaltung („Sachs-Huret Commander“, 2 × 6 Gänge) und Anfang der 1990er Jahre eine 3×7 genannte Variante.[15] Hier wurde die bekannte 3-Gang-Nabe mit einem 7-fach-Zahnkranz ausgestattet. Später wurde noch eine 3×8- und 3x9-Gruppe angeboten, die sich DualDrive nannte. Mit diesen Konstruktionsprinzip kann auf ein mehrfaches vorderes Kettenblatt sowie den dazugehörigen vorderen Umwerfer verzichtet werden. Traditionell wird eine solche Hybrid-Konstruktion von dem britischen Faltradhersteller Brompton angeboten; seine bewährte 2x3 Schaltung kombiniert eine 3-Gang Nabe des Herstellers Sturmey Archer mit weiter Gangspreizung („Wide Range“) mit einer 2-Gang Kettenschaltung. Im Hochpreisbereich der elektrischen Schaltungen verfolgt der belgische Hersteller Classified seit 2021 diesen Weg eines virtuellen 2. Kettenblattes. Mit seiner Power-Shift-Nabe entsteht eine virtuelle 2x11 Schaltung, die zum 46er-Kettenblatt ein 32er Kettenblatt durch Getriebeuntersetzung in der Hinterradnabe simuliert, die per Funk geschaltet wird.[16][17]
- Der gegenteilige Weg führt zu mehreren Kettenblättern, die mit einer klassischen Nabenschaltung kombiniert werden. Der Hersteller Shimano bietet mit der Baugruppe Alfine auf Basis der 8-Gang-Nabe Nexus eine 16-Gang-Variante an. Hierbei werden vorn zwei Kettenblätter mit Umwerfer montiert. Diese Variante wurde kurzzeitig auch zur Erweiterung der 3-Gang-Naben von Fichtel & Sachs angeboten, woraus sich eine 6-Gang-Schaltung (2 × 3 Gänge) ergibt. Allen hier erwähnten Konzepten ist gemein, dass sie die Vorteile des geraden Kettenlaufs und der Schmutzunempfindlichkeit bei nur mit Nabenschaltung ausgestatteten Fahrrädern aufgeben.

Entwurf der Torpedo-2-Gang-Nabe von 1905
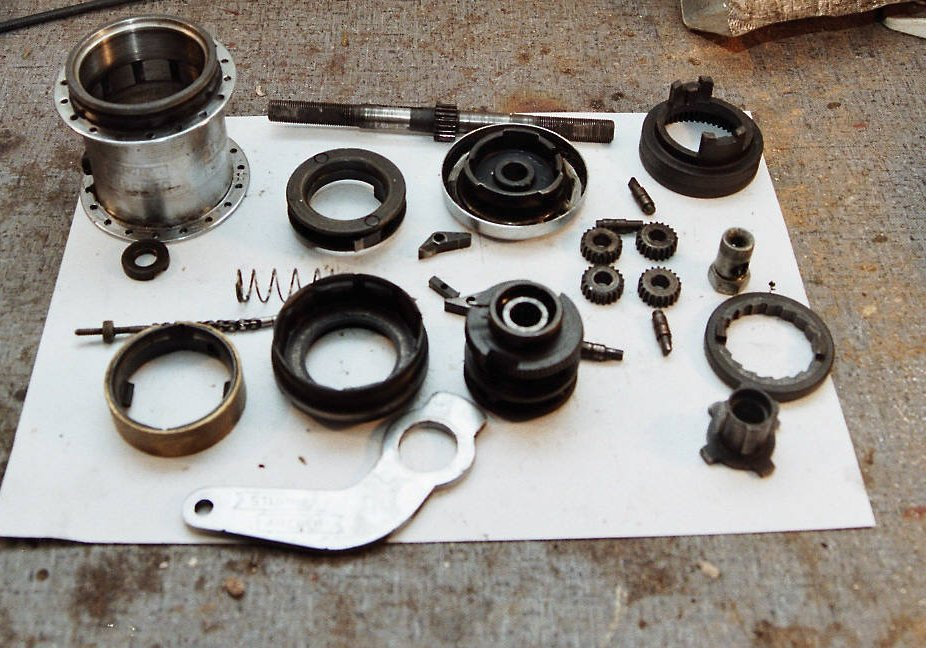
Zerlegte 3-Gang-Nabe mit Rücktrittbremse
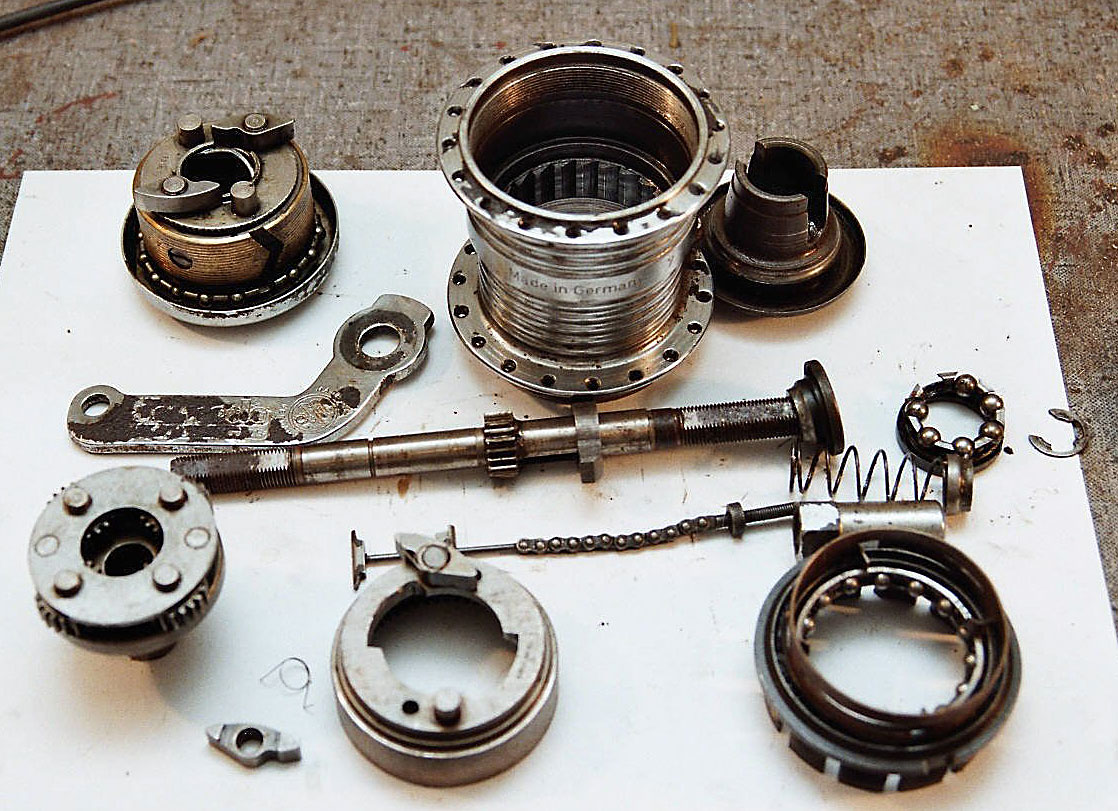
Zerlegte 3-Gang-Nabe (Fichtel & Sachs Modell 55)
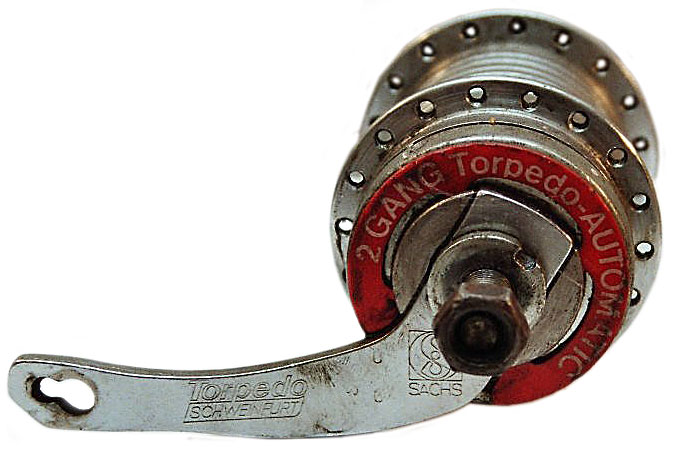
2-Gang-Automatiknabe von Fichtel und Sachs
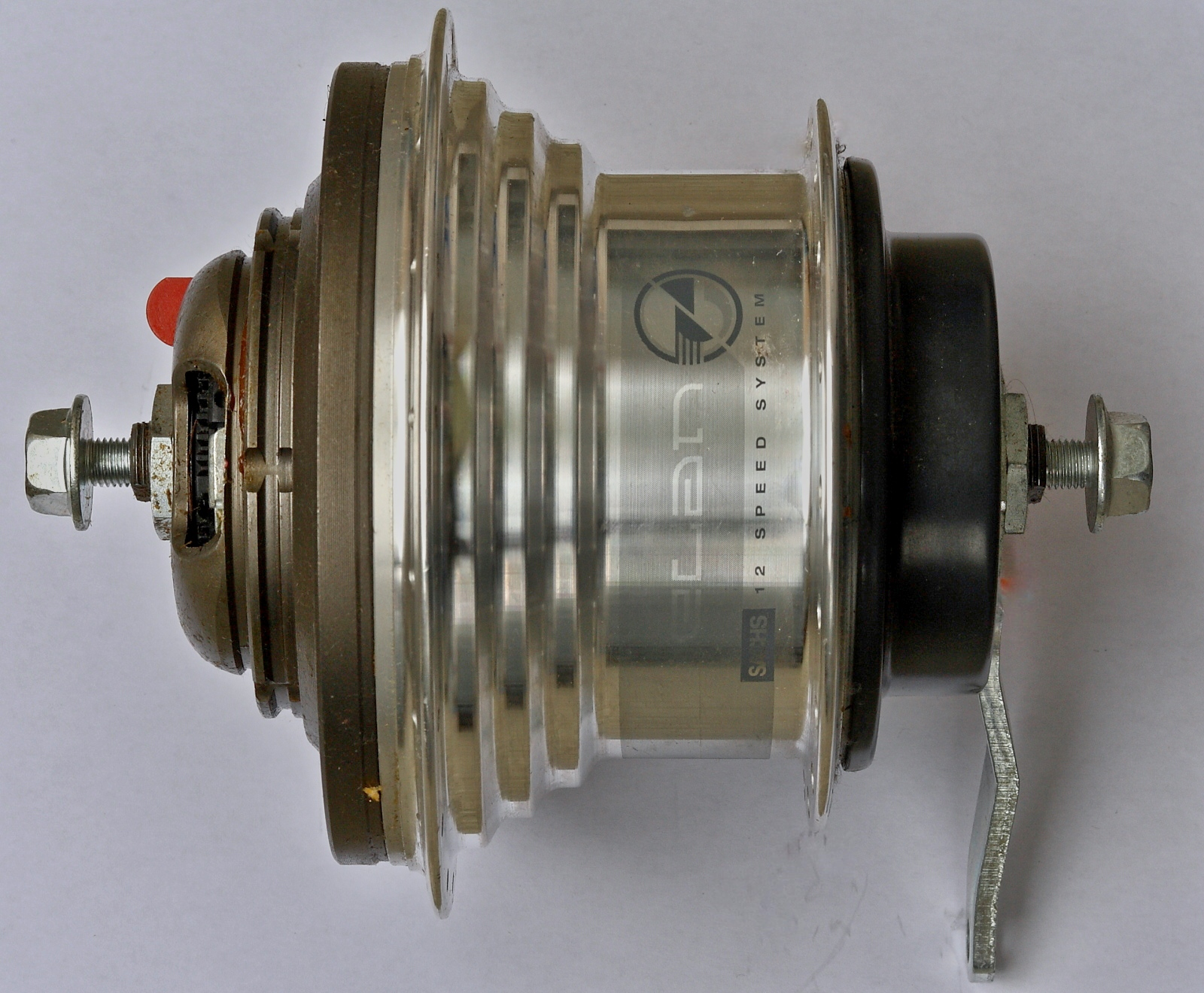
Sachs-12-Gang-Nabe

## Bedienung
In der Regel gibt es in der Nähe des rechten Lenkergriffs einen Schalthebel, der auch den eingelegten Gang anzeigt. Im Stand kann ein gewünschter Gang eingestellt werden, indem der Griff betätigt wird; es ist kein Umlaufen der Kette wie bei Kettenschaltungen erforderlich. Während der Fahrt tritt man zum Schalten mit wenig Kraft weiter. Schalten unter Volllast kann die Nabe beschädigen. Ältere Zweigang-Nabenschaltungen, die keinen Schaltgriff haben, erfordern zum Wechseln des Gangs ein kurzes Rückwärtstreten.
Selbst moderne Nabenschaltungen sollten nicht unter Last geschaltet werden, weil die Stellfedern und weitere Mechanismen im Inneren des Getriebes nicht dafür ausgelegt sind. Zudem treten beim Schalten unter Last hohe Kurzzeitbelastungen auf kleinen Flächen der Zahnradflanken auf, die dabei Schaden nehmen können. Die dabei gelösten Fragmente können dann das Getriebe stark beschädigen. Die einzigen unter Last schaltbaren Naben sind die Rohloff-Naben, weil dort die Getriebebauteile und die Lagerteile auf diese Lasten ausgelegt sind, und bauartbedingt die NuVinci-Naben (seit 2017 unter dem Namen enviolo vertrieben).

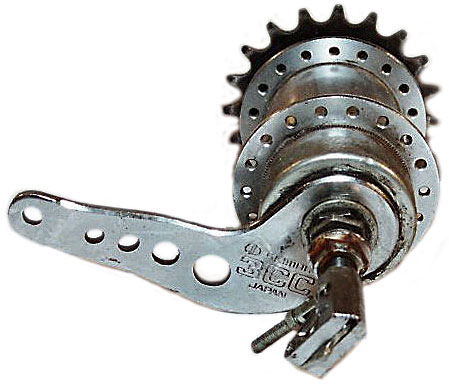
3-Gang-Nabe von Shimano
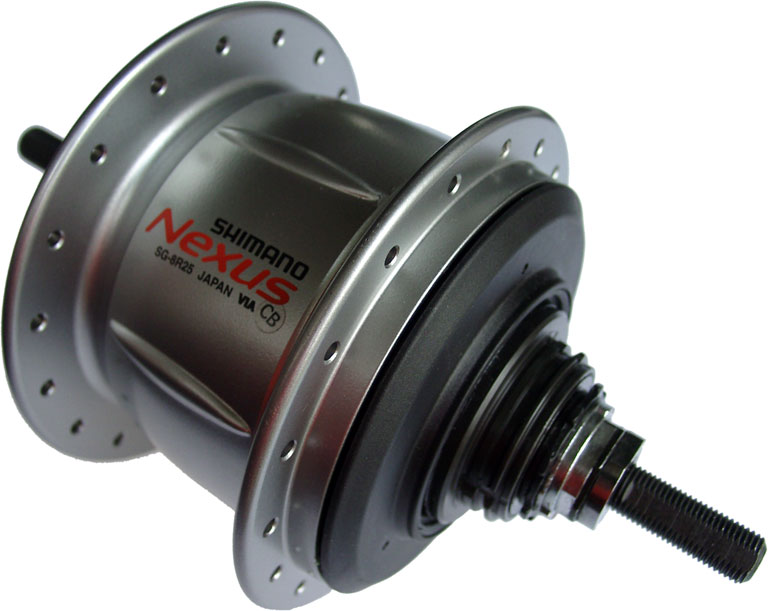
8-Gang-Nabe von Shimano
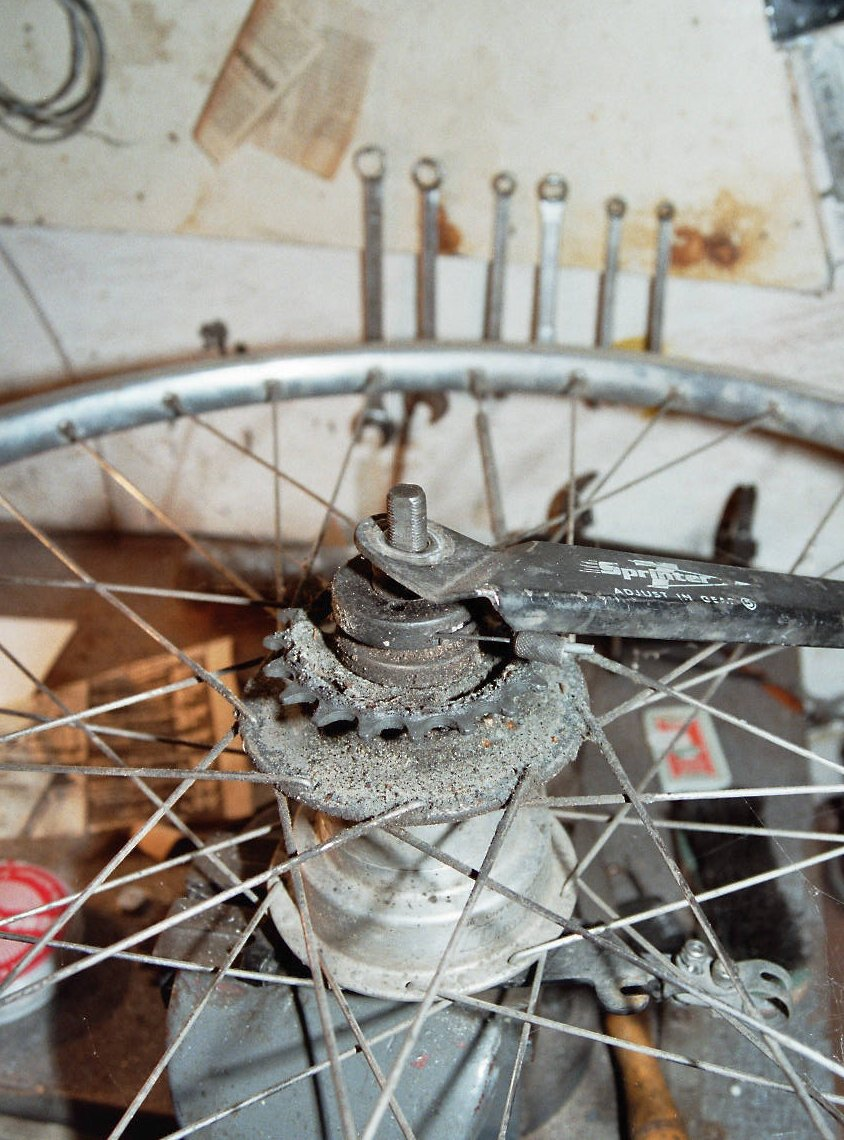
7-Gang-Nabe von Sturmey-Archer mit einer Laufleistung von 30.000 km
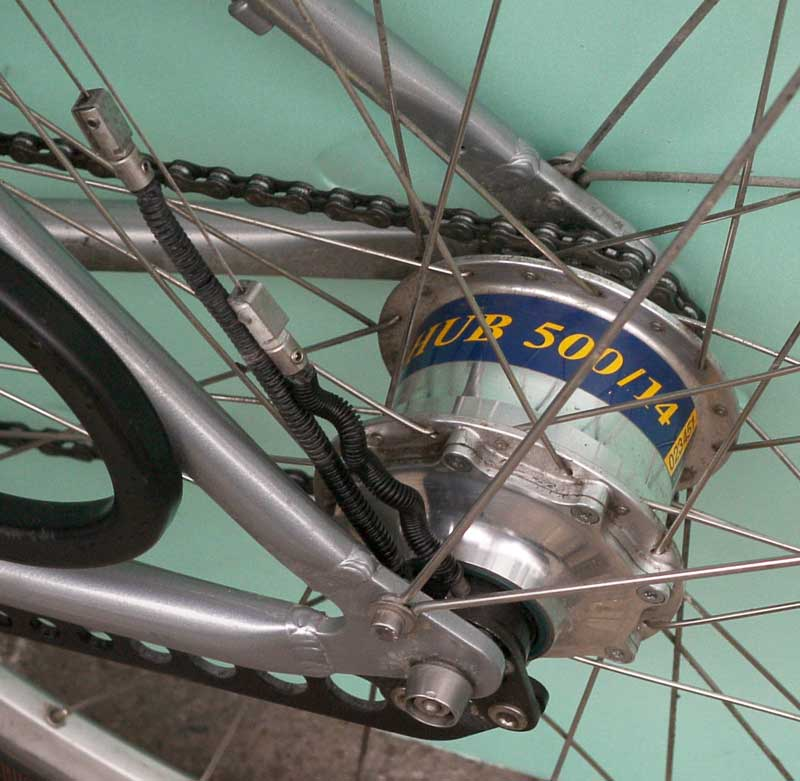
14-Gang-Nabe von Rohloff
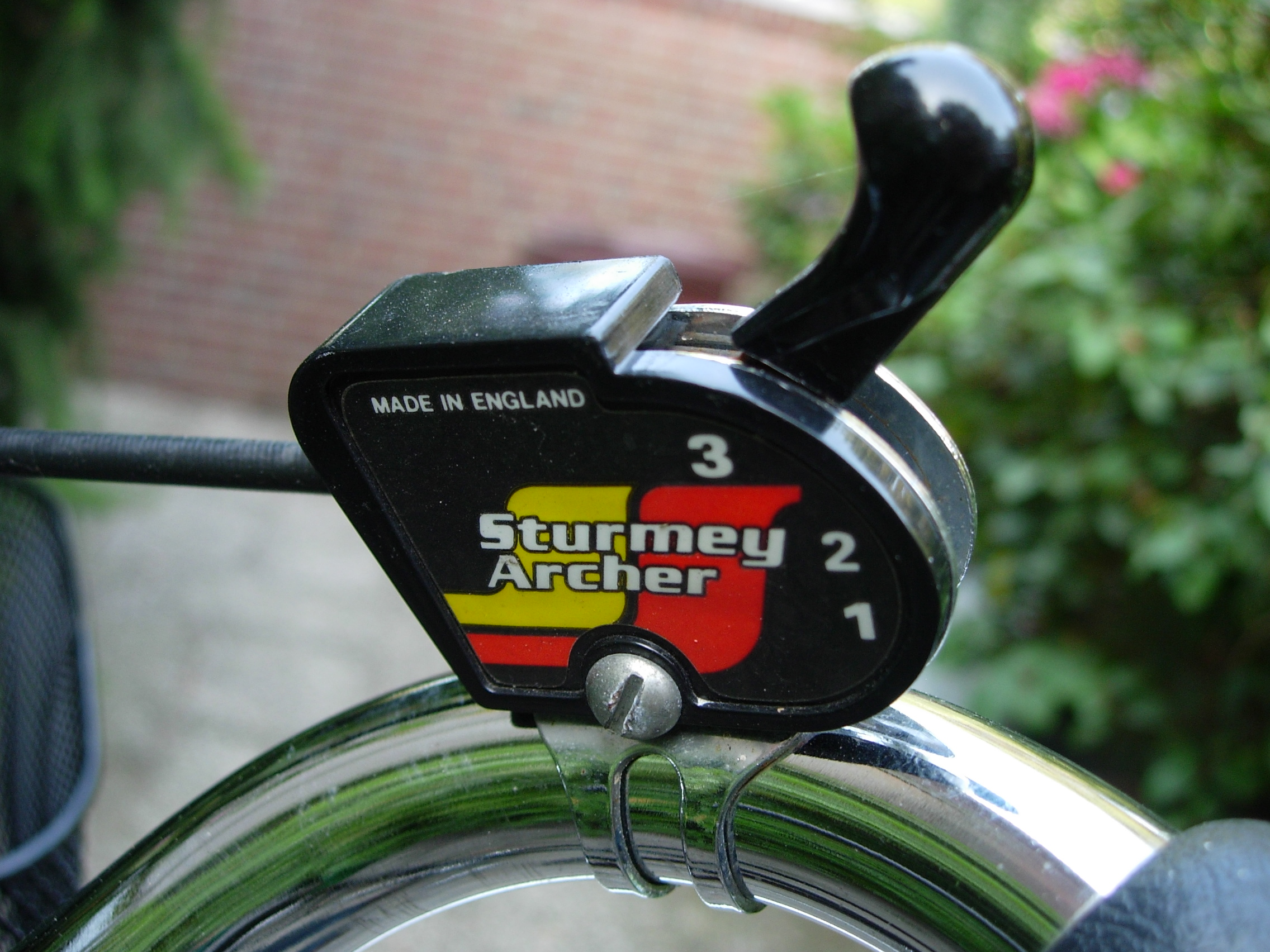
Schalthebel für 3-Gang-Nabe von Sturmey-Archer

## Spreizung
Relevante Kenngrößen jeder Gangschaltung sind neben der Zahl der Gänge insbesondere die Spreizung, also das Verhältnis zwischen größter und kleinster Übersetzung, meist in Prozent angegeben, sowie die Gleichmäßigkeit der Gangabstufung. Die Übersetzungsverhältnisse der früher weit verbreiteten 3-Gang-Naben wurden bei Fichtel & Sachs mehrfach überarbeitet, so dass das Modell 25/29 noch bei 150 Prozent anfing und heutige Modelle bei 185 Prozent enden. 5-Gang-Naben (zum Beispiel Sachs Pentasport) haben eine Spreizung von etwa 250 Prozent, was etwa demjenigen einer alten 2x5-Gang-Rennradschaltung entspricht. Die aktuellen 8-Gang-Naben von Shimano und Sturmey-Archer sowie die 7-Gang-Nabe SRAM Spectro S7 haben Spreizungen von knapp über 300 Prozent. Die 9-Gang-Nabe i-MOTION 9 von SRAM hat 340 Prozent, die Alfine 11 von Shimano hat 409 Prozent und die 14-Gang-Nabe Speedhub 500/14 von Rohloff 526 Prozent.

## Beschreibung ausgewählter Nabenschaltungen

### Zweigangnaben Fichtel & Sachs / SRAM und Sturmey Archer
Zweigang-Nabenschaltungen sind nur wenig verbreitet. Geschaltet wird mit einem leichten Rücktritt (kick-back) oder automatisch mittels Fliehkraftkupplung. Sie kommen ohne Schalthebel und Schaltzug aus und sind deshalb weniger komplex als andere Schaltungen.
Etwa ab dem Jahr 1907 war die Doppel-Torpedo-Nabe von Fichtel & Sachs verfügbar.
Mit Kick-Back werden die Naben von Sturmey Archer (S2 Kick Shift, gebaut bis heute, 2022) und von Fichtel & Sachs (Torpedo Duomatic Modell 102/102 (mit/ohne Rücktrittbremse), später R 2110, 1964–1984). Automatisch schalten die Naben von Fichtel & Sachs (Torpedo Duomatic Modell A 2110, 1974–1984), SRAM (Automatix, 2011–2017) sowie Sturmey Archer (A2, ca. 2020). Insbesondere die Automatiknaben eignen sich als wartungsfreie Schaltungen für den problemlosen Alltagsbetrieb im weitgehend flachen Gelände; das Anfahren erfolgt immer im 1. Gang, was sie insbesondere im Stadtbetrieb komfortabel macht. Wegen des schlechten Herunterschaltens gilt dies für die Sturmey-Archer-Nabe allerdings nur eingeschränkt.
Die Naben sind wahlweise mit oder ohne Rücktrittbremse erhältlich, die Sturmey Archer auch mit Trommelbremse (A2D) oder Disc-Aufnahme (A2K). Die Einbaubreite der Naben liegt bei Fichtel & Sachs zwischen 110 und 115 mm, bei der Sturmey Archer ab 110/116 mm (ohne/mit Bremse, 135 mm mit Trommelbremse) und bei SRAM bei 120 mm, was die Naben für ältere Fahrräder und Kinderräder geeignet macht.
Gewöhnungsbedürftig ist bei den kick-back-Schaltungen, dass die Naben beim Bremsen oder leichtem Zurücktreten auch den Gang wechseln. So ist insbesondere beim Anfahren nicht immer klar, welcher Gang eingelegt ist. Dieses Problem lösen die automatische Duomatic von Fichtel & Sachs und die technisch nahezu baugleiche von SRAM Automatix auf elegante Weise: Beim Anfahren liegt immer der leichte erste Gang an. Erst bei ca. 18 km/h schaltet die Fliehkraftkupplung in den zweiten Gang hoch und bei Geschwindigkeitsreduktion wieder herunter. Letzteres ist durch ein Nachlassen der Pedalkraft, was das Herunterschalten auslöst – z. B. bei einer Berganfahrt – einfach und schnell beeinflussbar. Passen Übersetzung und Schaltpunkt, so ermöglicht diese Nabenschaltung ein sorgloses und komfortables Radfahren, insbesondere beim stop and go-Verkehr in der Stadt.
Der Schaltpunkt der Nabe – also bei welcher Geschwindigkeit die Nabe (hoch-)schaltet – liegt allerdings grundsätzlich fest. Aufgrund individueller Vorlieben oder Produktionsschwankungen kann der Schaltpunkt aber im Einzelfall unpassend sein. Dies äußert sich in einer unbequemen Trittfrequenz beim Schalten oder in einem Hin- und Her-Schalten zwischen den beiden Gängen genau bei der bevorzugten Fahrgeschwindigkeit. Geringfügig kann die Trittfrequenz beim Schalten optimiert werden, indem das Ritzel ausgetauscht wird (15 bis 21 Zähne sind möglich). Aber nicht immer kann die Optimierung durch Ritzelwahl ausreichend erfolgen. Nutzer bemängeln teilweise, dass die Geschwindigkeit beim Hochschalten zu niedrig ist und damit die – auf die bevorzugte Fahrgeschwindigkeit ausgerichtete – Trittfrequenz beim Schalten ebenfalls zu niedrig ist. Dann kann nur noch ein Eingriff in den Schaltmechanismus der Nabe helfen. Dieser ist mit mechanischer Erfahrung möglich, wenn man die Nabe öffnet. Dazu gibt es Anleitungen im Internet.

### Dreigangnaben Fichtel & Sachs
Nach den Vorkriegsmodellen 25 und 29 wurden von Fichtel & Sachs zwischen 1953 und 1955 die „Dreigang-Torpedo“ Modell 53 produziert. Ihr Gehäuse ist aus Aluminium und enthält ein Planetengetriebe, das im ersten Gang von außen nach innen (von der Getriebehülse zum langsamer umlaufenden Planetenradträger) und im dritten Gang von innen nach außen angetrieben wird. Die Nabe läuft nahezu geräuschlos, weil sich in ihrem Inneren keinerlei Sperrklinken befinden. Der Freilauf ist als Antriebskonus gestaltet (wie bei der Komet-Nabe), beim Rücktritt wird ein Bremsmantel gespreizt. Der Schmiernippel der Nabe sitzt auf dem Speichenflansch der Bremshebelseite. Das Ritzel für die Kette wird auf den zugehörigen Antreiber gesteckt und mit einer Sicherungsmutter fixiert. Der Steckmechanismus des Ritzels unterscheidet sich von späteren 3-Gang-Naben, daher ist es heutzutage schwierig, noch einen Ersatz für dieses Verschleißteil zu bekommen. Die heutigen Schalter können nicht verwendet werden, da sich die Schaltwege verändert haben. Das Differenzmoment des Getriebes wird über den Hebel der Rücktrittbremse auf dem Fahrradrahmen abgestützt. Die Nabe wurde entweder mit einem verchromten Schalter mit Gestänge auf dem Oberrohr oder mit einem verchromten Schalter mit Kabelzug auf der Lenkstange betätigt.
Das verchromte Modell 55, das zwischen 1955 und 1962 hergestellt wurde, ist der heutigen Bauart schon sehr ähnlich. So können problemlos die heutigen Ritzel verwendet werden, der Antreiber bietet sogar Platz für zwei Ritzel, zwischen denen mit einer Kettenschaltung gewechselt werden kann. Im Inneren präsentiert sich die Nabe in einer sehr dauerhaften Form, denn das Planetengetriebe ist mit größeren konstruktiven Reserven als heute üblich ausgeführt, und auch die Sperrklinken können durch ihre Lagerung auf Zapfen deutlich größere Lasten aufnehmen. Die beiden Ziehkeile im Inneren der Achse sind verschleißfrei gelagert, denn sie berühren keinerlei rotierende Teile. Die Nabe besitzt durchweg einen großen Helmöler auf dem Nabenkörper. Ein Schwachpunkt der Konstruktion ist der Kupplungsklotz („Mitnehmer“), der bei fehlerhafter Einstellung der Schaltung innerhalb kürzester Zeit verschleißt und sich durch Herausspringen des zweiten und dritten Gangs in den Leerlauf bemerkbar macht. Abhilfe ist durch Abfeilen der beschädigten Stellen des Kupplungsklotzes möglich. Die Nabe lässt sich nur durch Herausschrauben der Lagerschale auf der Ritzelseite vollständig zerlegen. Das Modell 55 wurde mit und ohne Rücktrittbremse ausgeführt, die Farbe des Lenkerschalters war Blau (die ersten Naben hatten noch den Schalter des Modells 53, jedoch mit Modell-55-Aufschrift).

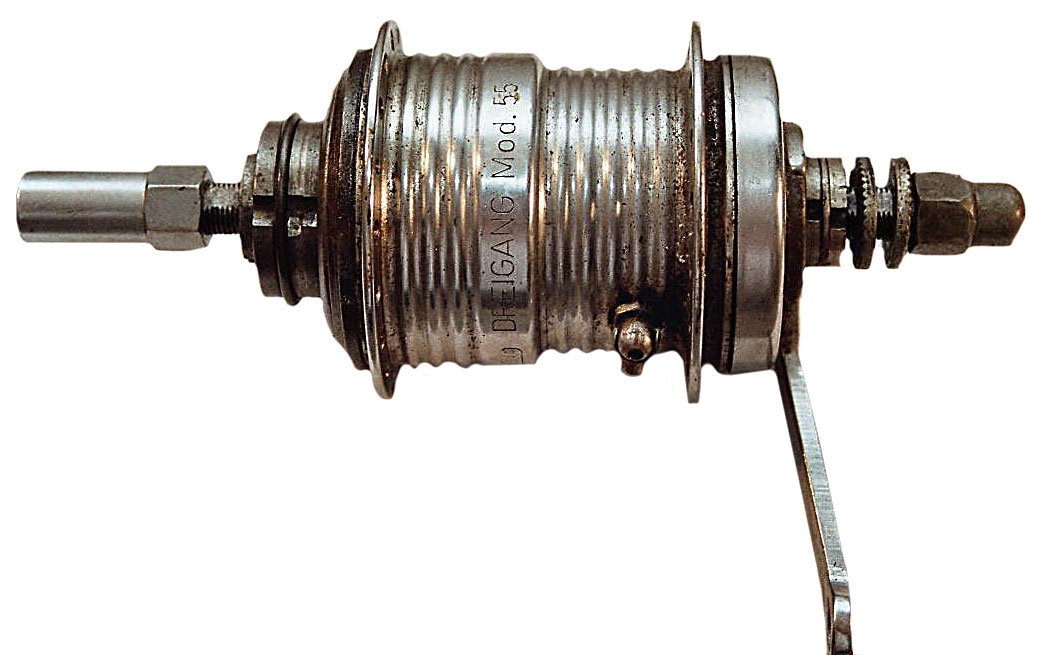
Modell 55
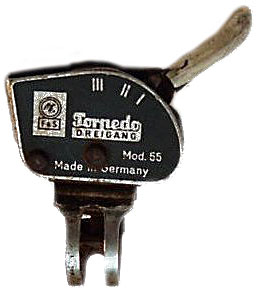
Schalter Modell 55 (blau)
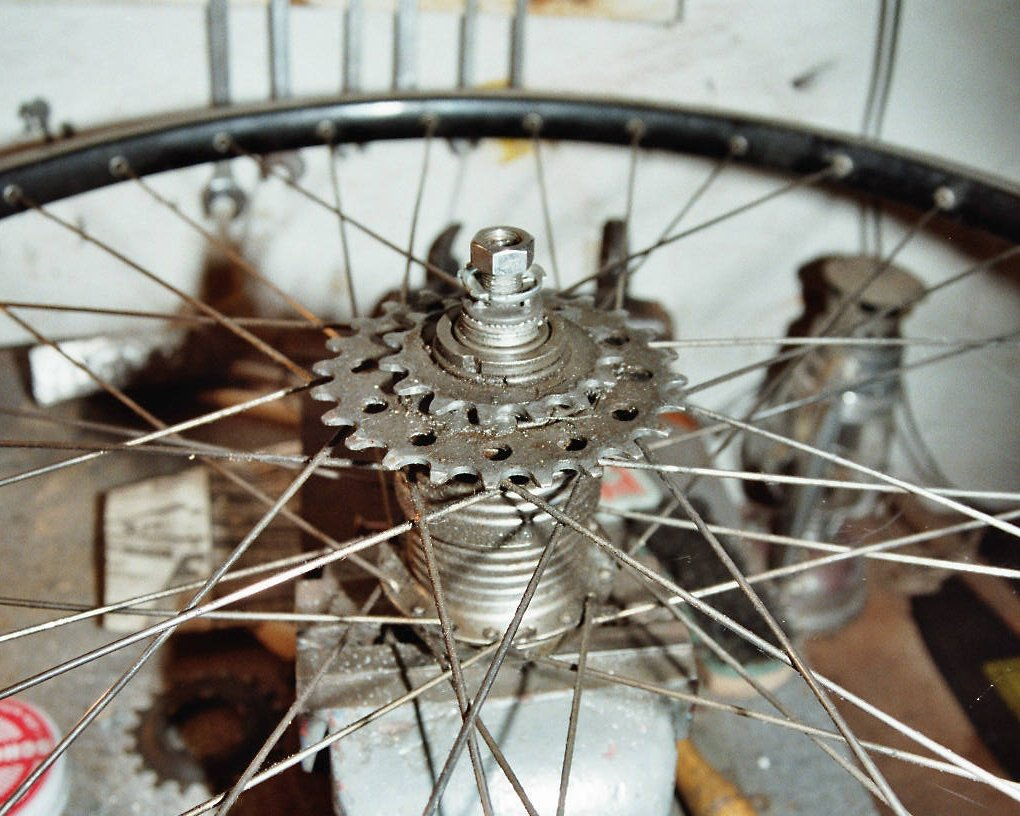
Laufrad mit Modell 55 und zwei Ritzeln

Die beiden Modelle 415/515 (ohne/mit Rücktrittbremse) aus den Jahren 1962–1984 ähneln in ihrer Konstruktion weitgehend den heutigen Nabenschaltungen. Die Unterschiede machen sich in erster Linie bei der Lagerung bemerkbar (7/32″-Kugeln statt 1/4″ beim Modell 53); denn beide Modelle haben auf der Antreiberseite geschraubte Lagerschalen. Die Farbe des Lenkerschalters für das Modell 415/515 war anfangs noch blau, aber in kleinerer Bauform und mit dem Vormodell 55 nicht austauschbar, dieser hat eine andere Stufung. Danach kam die Farbe Rot. Neu war außerdem die Leerlaufstellung (Dreiecksymbol) zwischen dem zweiten und dritten Gang. Sie war am Lenkerschalter nicht einrastbar und diente nur zur Feineinstellung der Bowdenzuglänge mit Hilfe einer langen Überwurfmutter am Schaltkettchen. Der Torpedo-Schriftzug hat sich Anfang der 1970er Jahre geändert. Der bis dahin vorhandene Schmiernippel entfiel später bei diesem Modell. Die Nabe lässt sich ebenfalls nur durch Herausschrauben der Lagerschale auf der Ritzelseite vollständig zerlegen. Ein häufiger Fehler bei falscher Einstellung dieser Nabenschaltung ist der Bruch des Ziehkeils im Inneren der Achse; ein derartiger Defekt lässt sich aber problemlos mit einem Ersatz-Ziehkeil beheben. Ferner zerfällt das Lager am kleinen Konus (Ritzel), beide große Lagerschalen in der Nabenhülse verschleißen (bei der 515 häufiger an der Bremsseite). Die Einbaubreite ist 108/116 mm (ohne/mit Rücktrittbremse).
Die Firma Magenwirth Technologies (Magura) bot seinerzeit sowohl für die 55 als auch für die 415/515 cremeweiße Drehgriffschalter an. Ab dem Modell 415/515 können alle Dreigangnaben von Fichtel & Sachs mit dem gleichen Schalter ausgestattet werden. Sie haben einen anderen Schaltweg als das Modell 55 und dieses wiederum einen anderen als die älteren Bauarten 25/29, 53 und 55 (s. Bedienungsanleitung Modell 55).

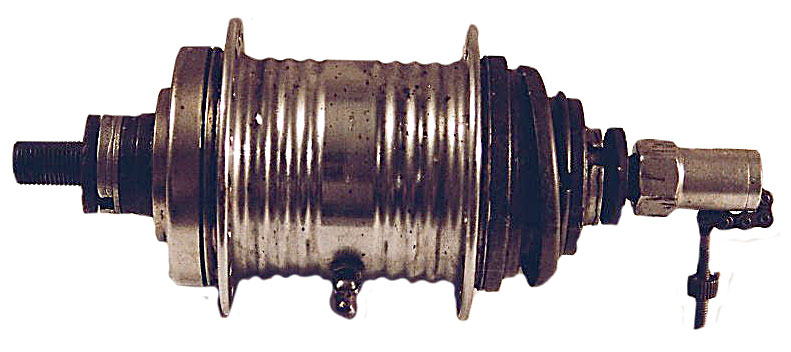
Modell 415 (ohne Rücktritt)
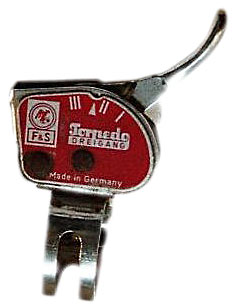
Schalter-Modell 415/515 (rot), alter Torpedo-Schriftzug vor 1970
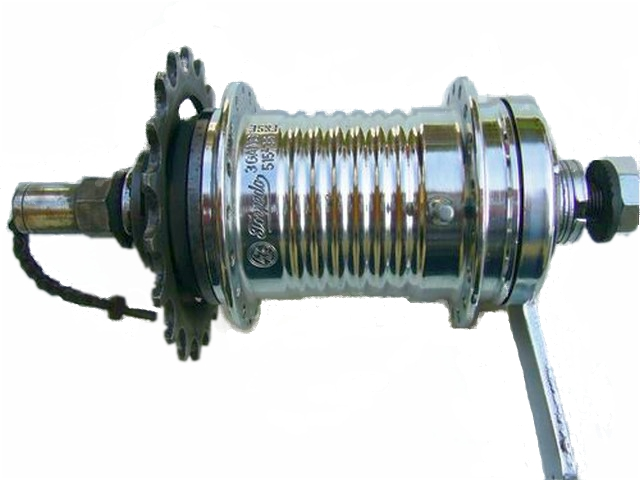
Modell 515 mit Rücktrittbremse, Baujahr 1962
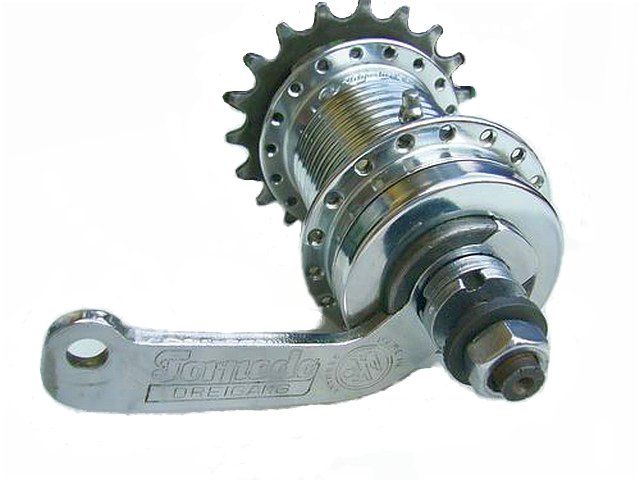
Modell 515 – Ansicht von der Bremsseite
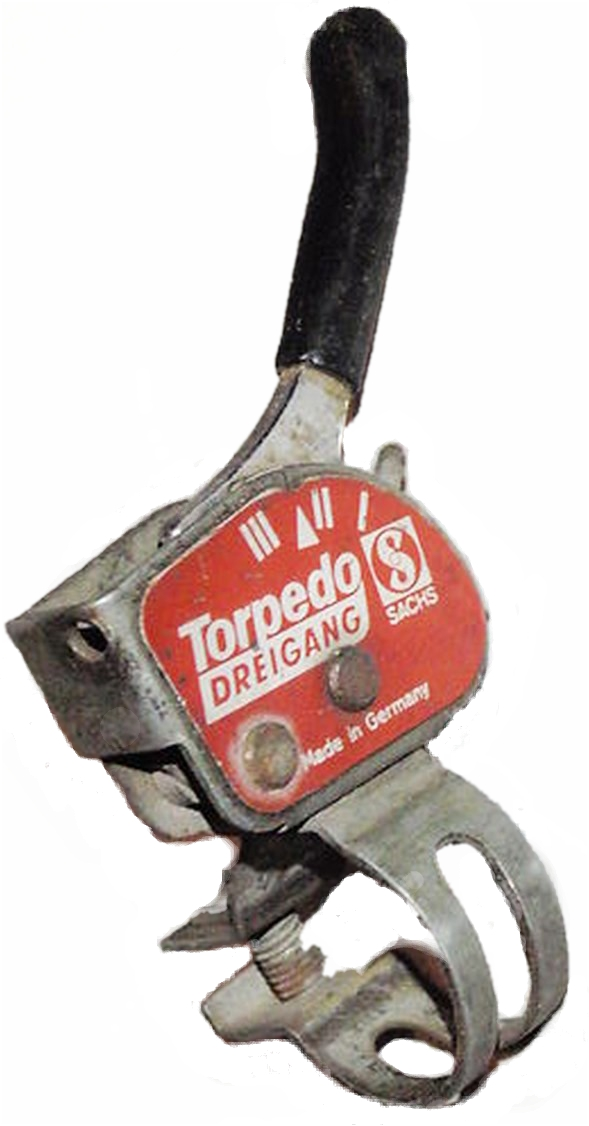
Schalter Modell 515 ab 1970

Das Modell H 3111 (ab 1975 bzw. serienmäßig ab 1977) ähnelt dem Modell 515, wobei aus Sicherheitsgründen auf die Leerlaufstellung zwischen dem zweiten und dritten Gang verzichtet wurde (in der Leerlaufstellung funktionierte die Rücktrittbremse nicht). 1990 ersetzte das Modell H 3113 seinen Vorgänger, wobei sich lediglich die Hülse änderte. Die Farbe des zugehörigen Lenkerschalters ist schwarz. Nachdem Fichtel & Sachs 1997 durch die amerikanische Firma SRAM übernommen worden war, wurde die Dreigangnabe als „Spectro T3“, später als „T3“ vertrieben. Sie hat eine Einbaubreite von 118 mm. Die Nabe lässt sich weiterhin durch einfaches Lösen der Muttern auf der Achse vollständig zerlegen. Anstelle des Schmiernippels gibt es auf der Bremshebelseite zwei kleine Löcher im Staubdeckel des Lagers. Sie lässt sich aber auch durch die Hohlachse mit einer Pumpkanne ölen, wenn man zuvor das Kettchen herausschraubt. Die Bohrung reicht bis in den Hohlschlitz der Achse. Bei den ersten Versionen brachen wegen eines Konstruktionsfehlers häufig die zur Kraftübertragung im zweiten und dritten Gang dienenden Sperrklinken am Hohlrad, was zu einer Zerstörung des gesamten Getriebes führte. Seit dem Einbau einer Sicherungsscheibe war die Nabe aber ausgereift und weist die mit Abstand höchsten Produktionszahlen auf. Es gab die Nabe mit abgeflachter und nicht abgeflachter Achse; nur bei der ersten wird das Rück-Drehmoment des Getriebes auf den Bremsbügel übertragen, bei der zweiten führten lockere Außenmuttern zum Ausfall des ersten Ganges oder der Gänge 1 und 2.
Die Übersetzungsverhältnisse der Nabe waren zuletzt:
erster Gang 1:0,734 – zweiter Gang 1:1 – dritter Gang 1:1,362. Die Gesamtübersetzung beträgt 187 Prozent.
Die Ausführung H 3102 ohne Rücktrittbremse wurde ab 1982 hergestellt. Einbaubreite ist 117 mm.

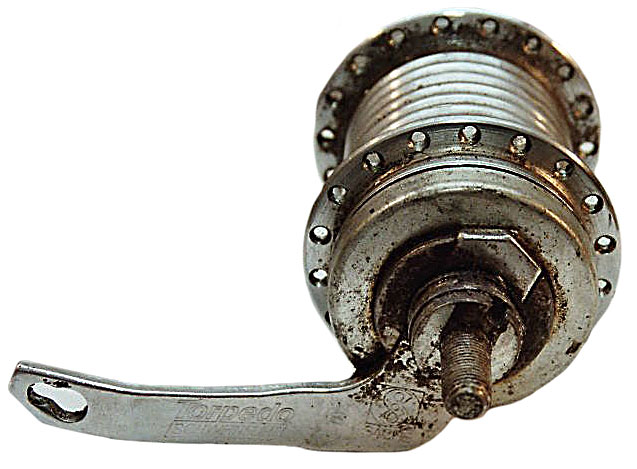
Modell H 3111
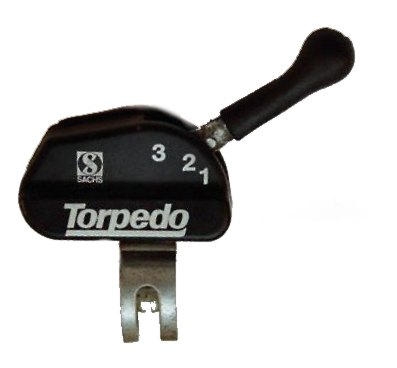
Schalter Modell H 3111/H3102

### Dreigangnabe Sturmey Archer
Das Dreigang-Nabenmodell AW ist die verbreitetste Sturmey Archer Dreigang-Nabe. Funktion und Bauweise ähneln dem Modell 55 von Fichtel & Sachs, jedoch hat das Modell AW keinen Rücktritt. Die Rücktrittvariante des Modells AW war das unten abgebildete Modell TCW. Eine Variante ist das Modell Wide Range, das in die Falträder des britischen Herstellers Brompton eingebaut wird.
Die Ähnlichkeit zur Fichtel & Sachs-Nabe geht so weit, dass eine heutige Dreigangnabe der Firma SRAM immer noch mit einem Schalter von Sturmey-Archer geschaltet werden kann, obwohl die zugrundeliegende Norm über 50 Jahre alt ist. Die zugehörigen Ritzel sind ebenfalls problemlos untereinander austauschbar. Dagegen können Getriebeteile nicht mit den Produkten von Fichtel & Sachs kombiniert werden. Auch diese Nabe lässt sich nur durch Herausschrauben der Lagerschale auf der Ritzelseite vollständig zerlegen; ältere Modelle besitzen sogar eine schraubbare Lagerschale auf der Gegenseite. Die Nabe hat einen Helmöler (ähnlich einem Schmiernippel mit Klappdeckel) und wird mit Öl geschmiert.
Eine weitere technische Besonderheit der Nabe ist die Möglichkeit, in das Gehäuse der Nabe ein anderes Planetengetriebe mit einer unterschiedlichen Übersetzung oder unterschiedlichen Gangzahl einzubauen. Auf diese Weise lässt sich dieser Typ in eine Vier- oder auch Fünfgangnabe umrüsten.

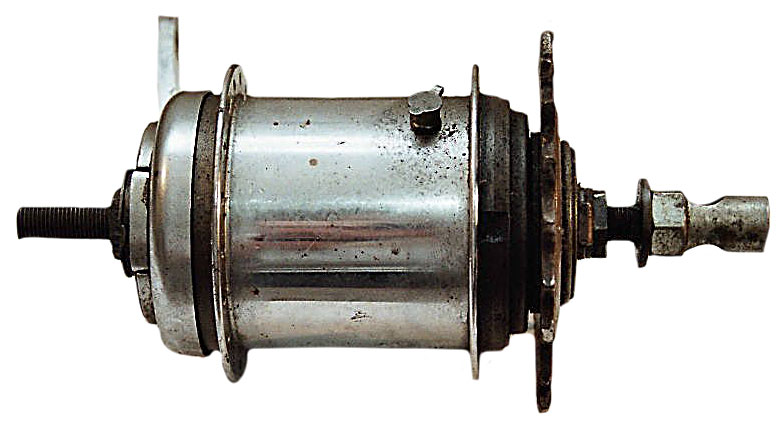
Modell Tricoaster W, die Rücktrittvariante der AW
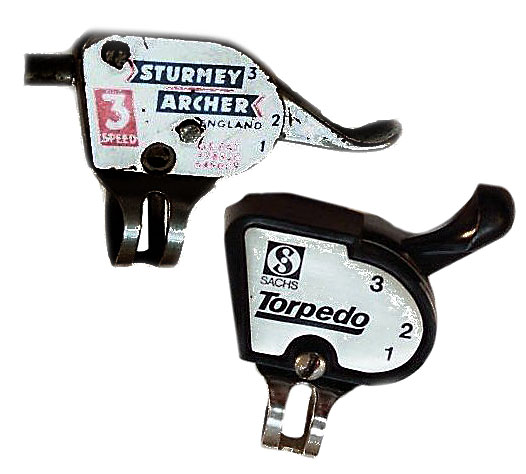
Schalter-Modell AW (oben links) und Sturmey-Archer-Schalter als Lizenzprodukt für Fichtel und Sachs (unten rechts)

### Dreigangnabe Shimano
Nach der Produktionseinstellung der Fichtel & Sachs / SRAM-Nabe ist die Shimano Nexus Inter-3 heute (2022) die am meisten verbreitete Dreigangnabe. Erhältlich ist sie mit Rücktrittbremse (120–127 mm Einbaubreite, 1120 g), Rollenbremse (122 mm Einbaubreite) oder Scheibenbremsaufnahme Inter Lock (135 mm Einbaubreite, 945 g).

### Fünfgangnabe Fichtel & Sachs / SRAM
1987 kam mit der Pentasport-Nabe von Fichtel & Sachs die erste alltagstaugliche und wartungsfreie Fünfgangschaltung auf dem Markt. Zumeist wurde sie mit Rücktrittbremse gebaut (H 5111, H 5113), aber es gab auch die selteneren Freilaufversionen ohne Rücktrittbremse (H 5100, 5103) oder mit Trommelbremse (H 5120). Die frühen Versionen bis Anfang der 1990er Jahre haben je ein Schaltkettchen rechts und links der Nabe, die über zwei Züge zum Lenkerschalthebel geführt wurden. Sie haben einen Übersetzungsbereich von 224 Prozent (erster Gang 1:0,67 – zweiter Gang 1:0,78 – dritter Gang 1:1 – vierter Gang 1:1,28 – fünfter Gang 1:1,50). Da sie ohne Sturzbügel ausgeliefert wurden, konnte wie bei den Dreigangnaben ein Umkippen des Fahrrads auf harten Untergrund ein Schaltkettchen beschädigen. Abhilfe schaffte die Nachrüstung von Sturzbügeln auf der Hinterradachse.
Die späteren Modelle von Fichtel & Sachs (H 52xx) und von SRAM (Spectro P5, später SRAM P5) haben nur noch einen antriebsseitigen Schaltzug. Sie wurden zuerst mit Daumenschalter, dann mit Drehgriffschalter über eine Schaltbox („Klickbox“) betätigt. Außerdem wurde der Übersetzungsbereich auf 251 Prozent erhöht, die Übersetzungsverhältnisse sind: erster Gang 1:0,633 – zweiter Gang 1:0,781 – dritter Gang 1:1 – vierter Gang 1:1,281 – fünfter Gang 1:1,579. Zusätzlich zur Spectro P5 wurde die Spectro P5 Cargo, später SRAM 5 Cargo, eingeführt, die vornehmlich für Transporträder, Tandems und Fahrradtypen mit ähnlichen Belastungen ausgelegt ist. Ihr Übersetzungsbereich entspricht mit 224 Prozent der Ursprungsversion, ebenfalls die Übersetzungsverhältnisse.
Die Naben haben eine geringe Einbaubreite von 122 oder mit Trommelbremse 126 mm. Sie gelten auch heute noch als ausgesprochen zuverlässig und haben sich im dauerhaften Einsatz bewährt. In bisher nicht erreichter Weise verbinden sie hohe technische Qualität mit einer vergleichsweise geringen Masse (1330 g in der Freilaufversion!). Leider besitzen sie mit dem anfänglich erforderlichen zweizügigen Schalthebel ein anfälliges Bauteil, das schwer zu reparieren oder gebraucht als Ersatz verfügbar ist. Ein bekanntes Problem ist aufgrund der nur bei dieser Nabe genutzten Grafitschmierung verharzendes Fett, das nach einigen Jahren – insbesondere bei längerer Nichtnutzung – zu einem Defekt durch verklebte Federn im Inneren der Nabe führen kann. Um Beschädigung der Federn abzuwenden, sollte die Nabe bei Schaltproblemen zerlegt und neu gefettet werden. Alternativ helfen etwa jeweils 10 Tropfen Öl, die in die Hohlachse(n) der – bestenfalls liegenden – Nabe eingefüllt werden. Sie müssen dort gut eine Woche einwirken, um die Verharzung aufzulösen. Um die Nabe nach Zerlegung wieder funktionstüchtig zusammenzubauen, ist auf korrekte Ausrichtung der Planetenräder zu achten. Für den Zusammenbau einer demontierten Nabe wird ein Spezialwerkzeug angeboten, das bei der korrekten Ausrichtung der Planetenräder hilft. Die kleinen Markierungen (Körnungen) auf den Planetenrädern müssen bei der Montage im Eingriff mit dem Sonnerad alle von der Nabenachse weg zeigen, also den größten Abstand von dieser haben. Die gedachten Linien von der Achsmitte durch die Drehachsen der Planetenräder und die Markierungen sollen dabei einen Winkel von 120 Grad zueinander haben.
Da Freilaufnaben heute begehrter sind als solche mit Rücktrittbremse, stellt sich häufig die Frage, ob bei der Pentasport-Nabe oder der SRAM P5 die Rücktrittsbremse nicht deaktiviert oder ausgebaut werden kann. Im Internet werden zum entsprechenden Umbau Anleitungen angeboten, auch erforderliche Ersatzteile.

### Fünfgangnabe Sturmey Archer
Das 1967 eingeführte Modell S5 von Sturmey Archer ist als erste Fünfgangnabe eine Pionierleistung. Sie hat wie die ursprüngliche Pentasport von Fichtel & Sachs anfänglich zwei Züge mit einem Doppelschalthebel am Lenkerschaft, was das Schalten zu einer unübersichtlichen Angelegenheit macht. Die einzügige Version wurde 1993/94 als Sprinter S5 eingeführt. Die Naben sind schwerer als diejenigen von Fichtel & Sachs und gelten als anfällig. Sie sind in Deutschland wenig verbreitet.
Seit 2009 wird der deutlich zuverlässigere Nachfolger angeboten, der bis heute in vielen Varianten produziert wird. Neben der Variante mit Rücktrittbremse (Coasterbrake) gibt es Ausführungen für Scheibenbremsen und mit Trommelbremse. Die Einbaubreite beträgt 135 mm; die Freilaufnabe ist auch in 125 mm Breite erhältlich, was sie für ältere Räder geeignet macht. Erhältlich sind Ausführungen für 32 und 36 Speichen. Die Schaltung der Nabe erfolgt über einen Drehgriffschalter, der seit 2013 die Naben über eine Rotationssteuerung (statt durch eine Hohlachse) ansteuert. Die Nabe ist auch für Lastenräder und Tandems nutzbar, allerdings ist ihre Masse mit 1900 bis 2400 g relativ hoch. Sie besitzt ein Übersetzungsverhältnis von 244 Prozent und hat eine gute und gleichmäßige Abstufung der Gänge:
| Übersetzung | 0,640 | 0,640 | 0,640 | 0,800 | 0,800 | 0,800 | 1,000 | 1,000 | 1,000 | 1,250 | 1,250 | 1,250 | 1,563 | 1,563 | 1,563 |
| Abstufung   | 25 %  | 25 %  | 25 %  | 25 %  | 25 %  | 25 %  | 25 %  | 25 %  | 25 %  | 25 %  | 25 %  | 25 %  | 25 %  | 25 %  | 25 %  |

### Siebengangnabe Fichtel & Sachs / SRAM
Die Siebengangnabe Super 7 (H7213 mit Rücktritt) wurde aus der Fünfgangnabe Pentasport weiterentwickelt und kam 1993 in die Produktion. Sie wird über einen Drehgriffschalter geschaltet, der antriebsseitig eine Klickbox an der Nabenachse wie bei der späteren Pentasport ansteuert. Die noch von Sachs entwickelte Super 7 hatte zunächst einen Übersetzungsbereich von 284 Prozent, später wurde er von SRAM auf 303 Prozent erhöht, die Übersetzungsverhältnisse sind: erster Gang 1:0,574 – zweiter Gang 1:0,677 – dritter Gang 1:0,809 – vierter Gang 1:1 – fünfter Gang 1:1,236 – sechster Gang 1:1,476 – siebenter Gang 1:1,742. Die Einbaubreite ist 130 mm, mit Trommelbremse 135 mm. Die Nabe wurde zunächst als Spectro S7 verkauft, die spätere Bezeichnung lautet SRAM S7. Verändert wurden die Übersetzung des Planetenradgetriebes und die Ausführung der Bremse; der Aufbau der Nabe blieb ansonsten gleich.
Die Super 7 / SRAM S7 hat in ihrem Inneren ein Planetengetriebe aus drei Sonnenrädern, einem Planetenradträger mit drei Planetenradsätzen und einem Hohlrad. Jeweils ein Gang wird von einem Sonnenrad und dem zugehörigen Planetenradsatz angetrieben, nur das geschaltete Sonnenrad steht fest, die anderen zwei können sich mitdrehen. Betätigt wird die Schaltung über zwei in die Achse eingeführte Stifte, die ihrerseits von einer auf die Achse geschobenen Schaltbox angesteuert werden. Mit den zuvor beschriebenen Naben hat die Super 7 oder SRAM S7 das Achsgewinde (Steigung und Durchmesser) gemein; somit können Achsmuttern und die zur Aufnahme des Drehmomentes notwendigen Unterlegscheiben untereinander ausgetauscht werden. Das Gleiche gilt für das Ritzel.
Eine weitere Gemeinsamkeit findet sich im Inneren der Nabe in der Anordnung der Sperrklinken, die seit der Entwicklung des Modells 55 unverändert geblieben ist. Die Nabe wird in Deutschland vornehmlich mit einer Rücktrittbremse kombiniert, hergestellt werden jedoch auch Naben mit Trommelbremsen und Naben ohne Bremse. Geschaltet wurde die Nabe ursprünglich über einen Daumen-Lenkerschalter mit starrem Schaltdraht, später wurde ein Drehgriffschalter mit Schaltseil (Schaltzüge für Kettenschaltung passen) eingeführt. Ältere Super 7 können durch Austausch der gesamten Drehgriffschalter-Klickbox-Einheit von Daumenschalter auf Drehgriff umgerüstet werden. Dies ist zu empfehlen, wenn der Schaltdraht beschädigt ist, da es dafür keinen Ersatz mehr gibt. Alternativ kann aber auch ein Shimano-Positron-Schaltdraht verwendet werden: Der Kopf und der Draht haben gleiche Maße.
Für den Zusammenbau einer demontierten Nabe wird ein Spezialwerkzeug angeboten, das bei der korrekten Ausrichtung der Planetenräder hilft: die kleinen Markierungen (Körnungen) auf den Planetenrädern müssen im eingerasteten Zustand alle von der Nabenachse weg zeigen, also den größten Abstand von dieser haben, und die gedachten Linien von der Achsmitte durch die Drehachsen der Planetenräder und die Markierungen dabei einen Winkel von 120 Grad zueinander haben.

Modell Spectro S7
Drehgriffschalter der Spectro S7

### Achtgangnaben Shimano
Die Achtgangnabe Nexus Inter-8 von Shimano ist bis heute wegen ihres günstigen Preis-Leistungs-Verhältnisses eine der weitestverbreiteten Getriebenaben. Sie ist wie ihr Vorgängermodell Nexus Inter-7 wahlweise mit Rücktrittbremse verfügbar. In der alternativ erhältlichen Premium-Version (bis 2014 mit rotem Streifen auf dem Nabenkörper) hat sie bessere Lager (Nadel- statt Gleitlager) und eine Servoeinrichtung der Schaltung, die durch Pedalkraft-Nutzung beim Schalten den Gangwechsel leichter macht.
Eine weitere, qualitativ höherwertige Achtgangnabe von Shimano ist das Modell Alfine, das ausschließlich mit Freilauf gebaut wird. Sie ist weitgehend wartungsfrei, leichter und gilt als deutlich zuverlässiger als die Nexus Inter-8. Sie ist auch in einer elektrisch geschalteten Version erhältlich.
Beide Naben haben die übliche Einbauweite von 135 mm und werden wahlweise für Felgen- oder Scheibenbremse angeboten. Die Nexus-Freilaufnabe soll – entgegen der Shimano-Spezifikation – auch für Einbaubreiten ab 127 mm tauglich sein, was sie für ältere Räder und Rennräder tauglich macht. Ihre Schaltung erfolgt mit Drehgriffschalthebel oder mit Zweifinger-Schalthebel. Die Achtgangnaben von Shimano haben einen Übersetzungsbereich von 307 Prozent. Die Abstufung der Gänge ist ausgesprochen unregelmäßig:
| Übersetzung | Übersetzung | 0,527     | 0,527  | 0,644  | 0,644  | 0,748  | 0,748  | 0,851  | 0,851  | 1,000  | 1,000  | 1,223  | 1,223  | 1,419  | 1,419  | 1,615  | 1,615 |
| Abstufung   | Abstufung   | Abstufung | 22,3 % | 22,3 % | 16,0 % | 16,0 % | 13,9 % | 13,9 % | 17,5 % | 17,5 % | 22,3 % | 22,3 % | 16,0 % | 16,0 % | 13,9 % | 13,9 % |       |

Der Wirkungsgrad ist vergleichsweise ungünstig und variiert stark je nach Gang. Beim längeren Fahren fällt auf, dass der vierte Gang erheblich ineffizienter (zehn Prozent) als der fünfte ist; der fünfte liegt mit 96 Prozent Wirkungsgrad auf Rohloff-Niveau, er ist der direkte, bei dem kein Planetengetriebe zum Einsatz kommt.

### Achtgangnabe Sturmey Archer
Bei den Achtgangnaben von Sturmey Archer liegen drei Planetensysteme hintereinander. Jedes der drei Module entwickelt eine unterschiedliche Übersetzung. Wenn ein Sonnenrad eines Moduls mit der Achse verbunden ist, erhöht sich die Übersetzung, wenn nicht, ist die jeweilige Übersetzung 1:1. Die acht möglichen Kombinationen ergeben die acht Gänge der Nabe. Da diese Naben nur Übersetzungssprünge nach oben darstellen können, benötigen sie ein wesentlich kleineres Kettenblatt als üblich, was sie für Fahrräder mit kleinen Laufrädern interessant macht. Demzufolge besitzen die Ritzel mit 20 bis 25 auch mehr Zähne als üblich.
Die Freilauf-Nabe ist für Felgen- und für Scheibenbremsen erhältlich sowie mit Trommelbremse. Sie besitzt die übliche Einbaubreite von 135 mm, als Felgenbremsvariante (X-RF8) ist auch ein 120-mm-Version erhältlich, die für ältere Rahmen mit schmaler Einbaubreite geeignet ist. Das ist schmaler als bei jeder anderen Nabenschaltung mit sieben oder mehr Gängen. Sie wurde ab 2009 mit breiteren Übersetzungsabstufungen ausgestattet, insgesamt 325 Prozent. Die Abstufungen sind etwa gleich groß mit Ausnahme der beiden Randgänge (z. B. Modell X-RF8):
| Übersetzung | 1.000 | 1.000 | 1.000 | 1.303 | 1.303 | 1.303 | 1.481 | 1.481 | 1.481 | 1.677 | 1.677 | 1.677 | 1.931 | 1.931 | 1.931 | 2.186 | 2.186 | 2.186 | 2.485 | 2.485 | 2.485 | 3.239 | 3.239 | 3.239 |
| Abstufung   | 30 %  | 30 %  | 30 %  | 30 %  | 14 %  | 14 %  | 14 %  | 13 %  | 13 %  | 13 %  | 15 %  | 15 %  | 15 %  | 13 %  | 13 %  | 13 %  | 14 %  | 14 %  | 14 %  | 30 %  | 30 %  | 30 %  | 30 %  | 30 %  |

Konstruktionsbedingt ist die Nabe im kleinsten Gang besonders effizient, in dem die Kraftübertragung direkt vom Mitnehmer auf den Nabenkörper erfolgt. Im höchsten Gang ist sie dahingegen am wenigsten effizient, da dort alle drei Übersetzungsmodule benutzt werden.

### Elfgangnabe Shimano
2010 brachte Shimano mit der Alfine 11 eine Elfgang-Nabenschaltung mit Freilauf auf den Markt, die bei ähnlichem Gewicht etwa ein Drittel der von Rohloff kostet. Es gibt die Nabe auch mit elektronischer Di2-Schaltung. Aufgrund der Ölschmierung ist ein regelmäßiger Ölwechsel erforderlich. Der technische Aufbau ähnelt der Alfine 8 von Shimano. Der Übersetzungsbereich der Elfgangnabe liegt bei 408 Prozent. Die Abstufung der Gänge untereinander ist recht gleichmäßig, allerdings ohne einen Direktgang ohne Über- oder Untersetzung. Ausnahme bildet die Stufe zwischen dem ersten und zweiten Gang, die etwa doppelt so groß ist wie die anderen Stufen.
| Übersetzung | Übersetzung | 0,527     | 0,527  | 0,681  | 0,681  | 0,770  | 0,770  | 0,878  | 0,878  | 0,995  | 0,995  | 1,134  | 1,134  | 1,292  | 1,292  | 1,462  | 1,462  | 1,667  | 1,667  | 1,888  | 1,888  | 2,153  | 2,153 |
| Abstufung   | Abstufung   | Abstufung | 29,2 % | 29,2 % | 13,1 % | 13,1 % | 14,0 % | 14,0 % | 13,3 % | 13,3 % | 14,0 % | 14,0 % | 13,9 % | 13,9 % | 13,2 % | 13,2 % | 14,0 % | 14,0 % | 13,3 % | 13,3 % | 14,0 % | 14,0 % |       |

Die Alfine 11 erreicht einen für Nabenschaltungen recht hohen Wirkungsgrad, der insbesondere in den kleineren Gängen demjenigen der Rohloff-Nabe nur wenig nachsteht.

### 14-Gang-Nabe Rohloff Speedhub
Einen Meilenstein in der Entwicklung von Schalt- oder Getriebenaben bildete 1998 die Einführung der Freilaufnabe Speedhub 500/14 des hessischen Herstellers Rohloff mit drei hintereinander liegen Planetensystemen. Ihre Spreizung von 526 Prozent erreichten bisher nur 2×10-Gang-Kettenschaltungen, die Speedhub verband das aber mit gleichmäßigen Gangsprüngen von jeweils knapp 14 Prozent. Auch der Wirkungsgrad der Nabe erreicht gangabhängig mit 96 bis 98 Prozent einen Wert, der etwa gepflegten (!) Kettenschaltungen entspricht und damit allen anderen Nabenschaltungen überlegen ist. Sie gilt als belastbar und langlebig; so erreichte 2019 die erste Nabe eine Laufleistung von über 384 000 km, also weiter als bis zum Mond. Das alles hat seinen Preis: etwa 1000 €.
Zum Schalten dient ein Drehgriffschalter, der mit der Schaltwelle der Nabe über zwei Seile verbunden ist (pull-pull-System) und auch im Stand betätigt werden kann. Das Schalten ist in beiden Richtungen über mehrere Stufen möglich. Die Schaltansteuerung liegt auf der in Fahrtrichtung linken Seite, die Rastung der Stufen befindet sich im Getriebe. Die Spannung der Schaltseile hat damit keinen Einfluss auf die Schaltpräzision. Die Einbaubreite beträgt mit Schraub- oder mit Hohlachse für Schnellspanner 135 mm. Dieses Maß wurde für einen einfachen Austausch gegen ein Laufrad mit Kettenschaltung gewählt. Bei Steckachsen beträgt die Einbaubreite 142 oder 148 mm. Für Fatbikes gibt es vier Einbaubreiten von 170 bis 197 mm. Gebaut werden Versionen unter anderem für Scheibenbremse und für Speichenzahlen von 32 oder 36. Zur Anpassung der Übersetzung sind außer dem serienmäßigen 16er Ritzel auch Ritzel mit 13 bis 19 und 21 Zähnen möglich. Auch Scheiben für einen Riemenantrieb sind erhältlich. Die Ölschmierung erfordert einen regelmäßigen Ölwechsel. Die Nabe wiegt je nach Version 1700–1825 g, in der Fatbike-Ausführung knapp 2000 g. Das Drehmoment stützt sich über verschiedene Achsplatten für die verdrehsichere Achsaufnahme oder eine lange Drehmomentstütze am Rahmen ab. Die Nabe ist eine der wenigen, die – seit 2021 – auch für Tandems zugelassen ist.
Für die Nutzung an Rennrädern, Gravelbikes und ihren spezifischen Schaltbetätigungen über zwei Hebel, also überall dort, wo der Drehgriff unerwünscht oder technisch nicht möglich ist, bietet es sich an, die Schaltansteuerung mittels einer anderen Schaltbox auf Zweihebelbetätigung umzubauen.
2018 wurde eine elektrische Betätigung für E-Bikes eingeführt, die Getriebeansteuerung Rohloff E-14. Sie besteht aus zwei Komponenten, der Bedienenirichtung am Lenker sowie der Schaltansteuerungseinheit an der Nabe, die mit einem Kabel verbunden werden.

## Übersichtstabelle der Nabenschaltungen
Als „neutraler Gang“ wird der Gang bezeichnet, in dem sich das Ritzel genauso schnell wie der Nabenkörper dreht; dies bedeutet eine Übersetzung von 1:1. Der neutrale Gang wird dadurch erreicht, dass die Nabenschaltung außer Funktion gesetzt wird und die Kraft direkt vom Ritzel auf den Nabenkörper geleitet wird. Zugspannung heißt: Der Schaltzug ist ganz gestrafft, hat aber das Schaltkettchen gerade noch nicht gezogen.
Zur Demontage des Hinterrades sollte der Gang eingelegt sein, bei dem im Inneren der Nabe alle Federn entspannt sind (dies ist meist der erste Gang bzw. bei den älteren Naben der dritte Gang; siehe Tabelle unten). Diese Stellung ist an der vollständigen Entspannung aller beteiligten Züge zu erkennen.
Zum Einstellen einer Schaltungsnabe muss am Schaltgriff und in der Nabe ein bestimmter (und natürlich der gleiche) Gang eingelegt sein. Dann ist das Einstellen mit den Einstellschrauben sehr schnell und einfach erledigt. Mit diesen Einstellschrauben wird die zur Verfügung stehende Länge der Schaltzüge geringfügig verlängert oder verkürzt, bis sie gerade eben straff gespannt sind bzw. bis die Markierungspunkte am Gehäuse und Schaltstück (bzw. am Handschalter) mit übereinstimmen.
Exemplarische Darstellung einer Schaltbox SRAM 7-Gang

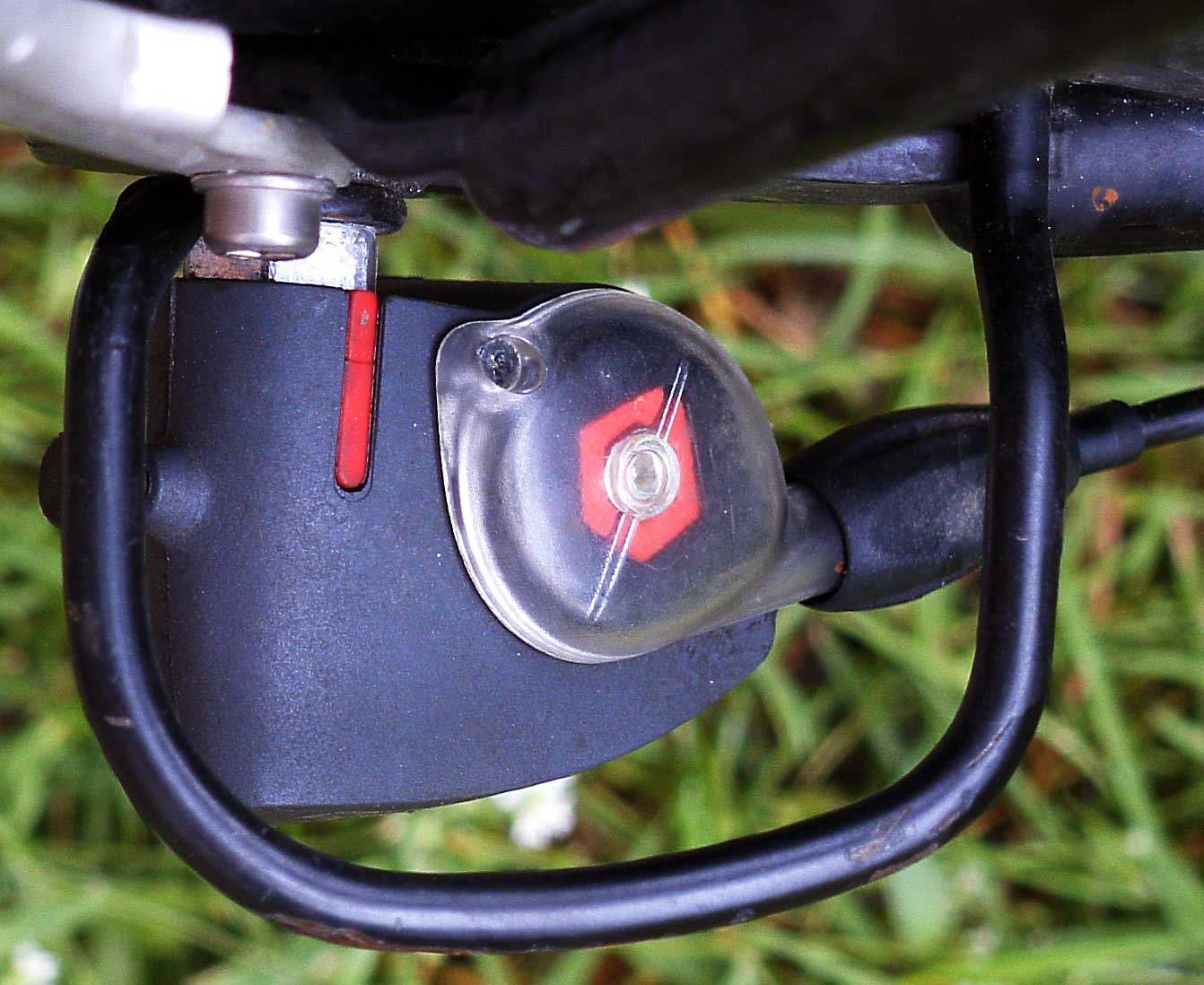
Korrekte Überdeckung der Markierungen im 4. Gang
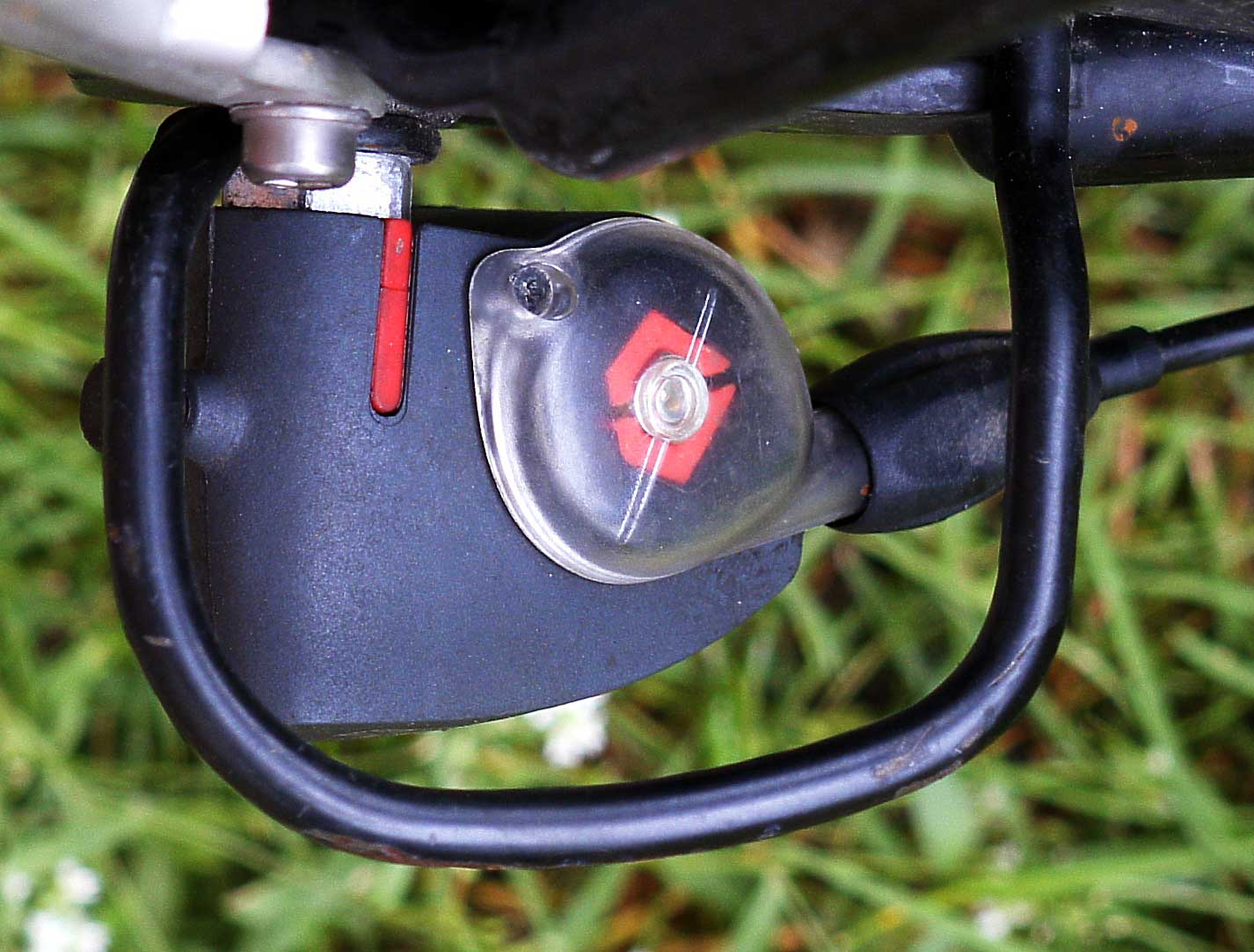
Markierungen am Gehäuse und am Schaltstück decken sich hier nicht

| Hersteller             | Modell                                                                                             | Getriebe- masse                                                                              | Gänge     | Übersetzungs- bereich                       | Produktions- zeitraum              | neutraler Gang      | Demontage- gang                    | Nabeneinstellung | Wirkungs- grad                                                              |
| ---------------------- | -------------------------------------------------------------------------------------------------- | -------------------------------------------------------------------------------------------- | --------- | ------------------------------------------- | ---------------------------------- | ------------------- | ---------------------------------- | --- | --------------------------------------------------------------------------- |
| !a                     | !a                                                                                                 | -9e99                                                                                        | 9e99      | 9e99                                        | 9e99                               | 9e99                | 9e99                               | !a |                                                                             |
| Fichtel & Sachs        | Doppel-Torpedo                                                                                     | 100000 g                                                                                     | 2         |                                             | 1907 bis ca. 1957                  |                     |                                    | |                                                                             |
| Fichtel & Sachs        | Universal Torpedo                                                                                  | 100000 g                                                                                     | 4         |                                             | 1912–1916                          | 3. Gang             |                                    | |                                                                             |
| Fichtel & Sachs        | Torpedo Modell 53                                                                                  | 100000 g                                                                                     | 3         | 170 %–185 %                                 | 1953–1955                          | 2. Gang             | 3. Gang                            | Schalter auf Leerlaufmarkierung zwischen 2. und 3. Gang, ursprünglich jedoch per Lehre auf Achsmutter und Schaltzug – oder auf Zugspannung 3. Gang                                  |                                                                             |
| Fichtel & Sachs        | Torpedo Modell 55                                                                                  | 100000 g                                                                                     | 3         | 170 %–185 %                                 | 1955–1962                          | 2. Gang             | 3. Gang                            | Schalter auf Leerlaufmarkierung zwischen 2. und 3. Gang, ursprünglich jedoch per Lehre auf Achsmutter und Schaltzug – oder auf Zugspannung 3. Gang                                  |                                                                             |
| Fichtel & Sachs        | Torpedo Modell 415                                                                                 | 900 g                                                                                        | 3         | 170 %–185 %                                 | 1962–1984                          | 2. Gang             | 3. Gang                            | Schalter auf Leerlaufmarkierung zwischen 2. und 3. Gang am Schalter oder auf Zugspannung 3. Gang                                                                                    |                                                                             |
| Fichtel & Sachs        | Torpedo Modell 515                                                                                 | 100000 g                                                                                     | 3         | 170 %–185 %                                 | 1962–1975                          | 2. Gang             | 3. Gang                            | Schalter auf Leerlaufmarkierung zwischen 2. und 3. Gang am Schalter oder auf Zugspannung 3. Gang                                                                                    |                                                                             |
| Fichtel & Sachs        | Torpedo Duomatic Modell 101/102, R2110                                                             | 1150 g ohne, 1300 g mit Rücktrittbremse                                                      | 2         | 137 %                                       | 1964–1984                          | 1. Gang             |                                    | 2-Gang-Rückttrittschaltung |                                                                             |
| Fichtel & Sachs        | Torpedo Duomatic Modell A 2110 (Automatik)                                                         | 1150 g ohne, 1300 g mit Rücktrittbremse                                                      | 2         | 137 %                                       | 1974–1984                          | 1. Gang             |                                    | 2-Gang-Automatikschaltung 20-22"-Räder: Rote Banderole 24-28"-Räder: Blaue Banderole                                                                                                |                                                                             |
| SRAM / Fichtel & Sachs | (Spectro) T3 bzw. Torpedo Modell H 3111/H 3113 und H 3102                                          | 100000 g                                                                                     | 3         | 186 %                                       | 1975–2017 (ab 1997 als SRAM)       | 2. Gang             | 3. Gang                            | auf Zugspannung 3. Gang |                                                                             |
| Shimano                | 3-Gang (Nexus Inter-3)                                                                             | 100000 g                                                                                     | 3         | 170 %–185 %                                 |                                    | 2. Gang             | 3. Gang                            | auf Markierung der Nabenachse 2. Gang (Markierung am Hebel und Achsmutter) |                                                                             |
| Sturmey-Archer         | 3-Gang                                                                                             | 100000 g                                                                                     | 3         |                                             | seit 1936                          | 2. Gang             | 3. Gang                            | auf Markierung der Nabenachse 2. Gang (Markierung am Hebel und Achsmutter) |                                                                             |
| SRAM                   | i-Motion 3                                                                                         | 1390 g (Scheibenbremse 1210 g, ohne Bremse 1120 g)                                           | 3         | 186 %                                       | -2017                              | 2. Gang             | 1. Gang                            | spielfreie Einstellung des Schaltseils im 3. Gang |                                                                             |
| Fichtel & Sachs        | Pentasport alt (zweizügig)                                                                         | 100000 g                                                                                     | 5         | 224 %                                       | 1987 (oder früher) bis Anfang 90er | 3. Gang             | 4. Gang                            | beide Züge auf Zugspannung 4. Gang (beide Züge ganz in die Nabe eingezogen) |                                                                             |
| SRAM / Fichtel & Sachs | Spectro P5 bzw. Pentasport neu (einzügig)                                                          | 1495 g (ohne Bremse 1330 g)                                                                  | 5         | 251 % (Spectro P5) 225 % (Spectro P5 Cargo) | Anfang 90er-2017                   | 3. Gang             | 2. Gang                            | auf Markierung Klickbox 3. Gang |                                                                             |
| SRAM                   | Spectro S7                                                                                         | 1714 g (ohne Bremse 1556 g)                                                                  | 7         | 303 %                                       | 1993–2017                          | 4. Gang             | 1. Gang                            | auf Markierung Klickbox 4. Gang |                                                                             |
| Fichtel & Sachs        | Super 7                                                                                            | 1714 g (ohne Bremse 1556 g)                                                                  | 7         | 284 %                                       | 1993–2017                          | 4. Gang             | 1. Gang                            | auf Markierung Klickbox 4. Gang |                                                                             |
| Shimano                | 4-Gang                                                                                             | 1700 g (ohne Bremse 1370 g)                                                                  | 4         | 184 %                                       | ?–2004                             | 1. Gang             |                                    | auf Markierung 4. Gang |                                                                             |
| Shimano                | 7-Gang                                                                                             | 1890 g (SG-7C25 mit Bremse)                                                                  | 7         | 244 %                                       | ? bis heute                        | kein neutraler Gang | 1. Gang                            | auf Markierung 4. Gang |                                                                             |
| Shimano                | SG-C7000-5                                                                                         | 1650 g (SG-C7000-5D ohne Bremse mit Disk-Aufnahme), 1970 g (SG-C7000-5C mit Rücktrittbremse) | 5         | 263 %                                       | seit 2019                          | 1. Gang             |                                    | |                                                                             |
| Sturmey-Archer         | S2 Kick Shift                                                                                      | ca. 1400 g mit Rücktrittbremse                                                               | 2         | 138 %                                       | 2009 bis heute                     | 1. Gang             |                                    | 2-Gang Rücktrittschaltung |                                                                             |
| SRAM                   | Automatix                                                                                          | 1150 g ohne, 1300 g mit Rücktrittbremse                                                      | 2         | 137 %                                       | 2011–2018                          | 1. Gang             |                                    | 2-Gang-Automatikschaltung |                                                                             |
| Sturmey-Archer         | 5-Gang alt (S5/2)                                                                                  | 100000 g                                                                                     | 5         |                                             |                                    | 3. Gang             |                                    | Einstellen beider Züge auf Zugspannung 4. Gang, auch Markierung Nabenachse möglich, wenn Original-Achsmutter mit Loch vorhanden                                                     |                                                                             |
| Sturmey-Archer         | 5-Gang neu                                                                                         | 2000 g                                                                                       | 5         | 225 %                                       | ? bis heute                        | 3. Gang             |                                    | auf gelbe Markierung Zugstange auf Achsenende im 2. Gang |                                                                             |
| Sturmey-Archer         | Sprinter 7                                                                                         | 100000 g                                                                                     | 7         |                                             | 1995–?                             | 4. Gang             | 1. Gang                            | auf Markierung an der Achse 5. Gang |                                                                             |
| Shimano                | Nexus Inter-8 Premium SG-8R36 Seit 2014 bei Shimano ohne „Premium“ unter derselben Nr. erhältlich. | 1665 g                                                                                       | 8         | 307 %                                       | seit 2004                          | 5. Gang             | 1. Gang                            | auf Markierung an der Achse 4. Gang | bis 96 %                                                                    |
| Shimano                | Nexus Inter-8 SG-8R31                                                                              | 1775 g                                                                                       | 8         | 307 %                                       | 2004–2013                          | 5. Gang             | 1. Gang                            | auf Markierung an der Achse 4. Gang | bis 92 % (?)                                                                |
| Shimano                | Nexus Inter-8 Rücktrittbremse SG-8C31                                                              | 2040 g                                                                                       | 8         | 307 %                                       | seit 2004                          | 5. Gang             | 1. Gang                            | auf Markierung an der Achse 4. Gang | 81–89 % bei 50 W Antriebsleistung, 85–95 % bei 200 W Antriebsleistung       |
| Shimano                | Alfine (SG-S500)                                                                                   | 1590 g                                                                                       | 8         | 307 %                                       | seit 2007                          | 5. Gang             |                                    | auf Markierung an der Achse 4. Gang | bis 96 %                                                                    |
| Shimano                | Alfine (SG-S700)                                                                                   | 1665 g                                                                                       | 11        | 409 %                                       | seit 2010                          | kein neutraler Gang |                                    | auf Markierung an der Achse 6. Gang | 78–89 % bei 50 W Antriebsleistung, 87–94 % bei 200 W Antriebsleistung       |
| Sturmey-Archer         | 8-Gang                                                                                             | 1770 g                                                                                       | 8         | 325 %                                       |                                    | 1. Gang             | 1. Gang                            | auf Markierung an der Achse 4. Gang |                                                                             |
| SRAM                   | i-Motion 9                                                                                         | 2400 g                                                                                       | 9         | 340 %                                       | 2006 bis 2011                      | 5. Gang             | 1. Gang                            | auf Markierung an der Achse 6. Gang |                                                                             |
| SRAM                   | i-Motion 9 Freilauf                                                                                | 1960 g                                                                                       | 9         | 340 %                                       | 2007 bis 2011 0                    | 5. Gang             | 1. Gang                            | auf Markierung an der Achse 6. Gang |                                                                             |
| SRAM / Fichtel & Sachs | Spectro E12 / Elan                                                                                 | 3500 g                                                                                       | 12        | 339 %                                       | 1995–2000                          | 3. Gang             | 12. Gang                           | auf Markierung im Sichtfenster 6. Gang |                                                                             |
| Rohloff                | Speedhub 500/14 (DB)                                                                               | 1700–2005 g                                                                                  | 14        | 526 %                                       | seit 1998                          | 11. Gang            | in jedem Gang (empfohlen 14. Gang) | Diese Nabe braucht nicht eingestellt zu werden und ist sehr tolerant, was die Zugspannung der Schaltzüge betrifft. Sie ist als einzige in der Nabe und nicht im Schalter indiziert. | 89–94 Prozent bei 50 W Antriebsleistung, 92–97 % bei 200 W Antriebsleistung |
| NuVinci                | N170S                                                                                              | 4300 g                                                                                       | stufenlos | 350 %                                       | 2007–2010                          |                     |                                    | |                                                                             |
| NuVinci                | N171B                                                                                              | 3900 g                                                                                       | stufenlos | 350 %                                       | 2007–2010                          |                     |                                    | |                                                                             |
| NuVinci                | N360                                                                                               | 2450 g                                                                                       | stufenlos | 360 %                                       | seit 2010                          |                     |                                    | | 78–84 % bei 50 W Antriebsleistung, 80–86 % bei 200 W Antriebsleistung       |
| ~z                     | ~z                                                                                                 | 9e99                                                                                         | -9e99     | -9e99                                       | -9e99                              | -9e99               | -9e99                              | ~z |                                                                             |

## Weitere Nabenschaltungen
Die obige, ausführliche Tabelle kann marktbedingt keinen Anspruch auf Vollständigkeit erheben. Weiter zu erwähnen sind, aus geschichtlichen oder technischen Gründen oder im Versuch, das aktuelle Spektrum zu erfassen:
- die historischen Sturmey-Archer-Viergangnaben (verschiedene Konstruktionen)
- die Sturmey-Archer-Dreigangnaben mit erweiterter oder verringerter Übersetzung, etwa für Sporträder
- die Bendix-Typen
- die historischen Shimano-Dreigangtypen 333 und 3cc (und weitere Baureihen)
- die Sachs-Huret Orbit („Commander“, „VT“) aus den 1980er Jahren, die eine Zweigangnabenschaltung mit einer 6fach-Kassette (und ggf. einer Trommelbremse) kombinierte
- die Sachs 3×8 und 3×9 als Orbit-Nachfolger
- die auf dieser Grundlage fortgeführte „SRAM Dual Drive“-Kombination (Dreigangnabe und Kettenschaltung)
- die aktuelle Sturmey-Archer-Kombination F30 aus Nabenschaltung und Kettenschaltung (Cassette Freehub 3-Speed)
- die Shimano IF Intego, eine 3×8-Nabenschaltungs-Kettenschaltungskombination (Internally Geared Rear Freehub)
- der frühe Sachs-Umbausatz Torpedo 2×3, der eine Dreigangnabe mit einer Zweigangkettenschaltung kombinierte
- der Shimano Change Hub (Zweigangschaltung)
- die Achtgangnabe SRAM G8, Nachfolger der i-Motion-9-Neungangnabe
- die Sturmey-Archer-Dreigang-Nabe S3X ohne Freilauf, mit starrem Gang („Fixie“)
- die historischen Sturmey-Archer-Dynohub-Naben, Drei- oder Viergangnaben mit Nabendynamo
- Brompton „6-speed wide range hub“,[63] eine Kombination aus Bromptons Sturmey-Archer-Nabenteilen (zuvor auch Sachs Torpedo und SRAM) und zwei Ritzeln
- die NuVinci-Weiterentwicklungen N330 und N380, die nach dem Konkurs der Mutterfirma Fallbrook Technologies jetzt unter dem Markennamen enviolo vertrieben werden. enviolo bietet (Stand November 2024) fünf Gruppen von Nabenschaltungen an. Sie wiegen von 2,18 kg bis 2,45 kg und haben einen Übersetzungsbereich von 256, 310 oder 380 Prozent. Zwei der fünf Gruppen sind auch für S-Pedelecs geeignet.[64]

Die verbreitetsten Varianten bezüglich der verwendeten oder verwendbaren Bremstechnik sind Freilauf (ohne Bremse, es muss eine Felgenbremse verwendet werden) und Rücktrittbremse. Hinzu kommen Varianten mit integrierter Trommelbremse und mit Aufnahmen für eine Rollenbremse (heute nur noch Shimano, kurzzeitig auch „i-Brake“ von SRAM) oder Scheibenbremse.
Manchmal sind Naben wahlweise in Aluminium oder Stahl erhältlich oder, seit einigen Jahren, in verschiedenen Farben (bsw. Eloxierungen).
Zahnriemen können konstruktionsbedingt nur mit Nabenschaltungen oder Tretlagergetrieben verwendet werden.
Sie sind, wie Kettenschaltungen, auch als Zwischengetriebe bei Dreirädern nutzbar. Hier existieren Umbaulösungen neben herstellerkonfektionierten Naben, mit jeweils einem zusätzlichen Ritzel im Flanschbereich.
Man kann Nabenschaltungen problemlos mit geschlossenen Kettenkästen (Hollandrad) und Rücktrittbremse kombinieren, Kettenschaltungen dagegen in der Regel nicht.

## Wartung
Bis in die 1970er Jahre wurden die Naben im Getriebeteil und am Bremsmantel mit einem Vaseline-Öl-Gemisch geschmiert. Zum Nachschmieren wurde Öl verwendet. Deshalb heißt der oft fälschlich als Schmiernippel bezeichnete Ölnippel tatsächlich Helmöler. Seitdem hat Fichtel & Sachs (jetzt SRAM) ein säurehaltiges und hitzebeständiges Bremsmantelfett im Angebot, das insbesondere für den Bremskonus und -mantel bei rücktrittgebremsten Naben angezeigt war, um ein Quietschen der Bremse zu vermeiden. Die Bremsmäntel für Ölschmierung sind aus Bronze, die für Fettschmierung aus Stahl. Da die Nabe beim Bremsen u. U. heiß wird, kann es bei Dreigangnaben mit ihrem relativ einfachen Aufbau nicht schaden, das Schmierfett (Kugellagerfett) mit ein wenig Graphit zu vermischen.
Heute wird bei praktisch allen Naben auch für das Getriebe eine Schmierung mit Getriebefett verwendet (Ausnahmen sind die ölgeschmierte Speedhub von Rohloff und die 11-Gang-Nabe von Shimano). Es sollte ebenfalls für die seitlichen Keilflächen der Bremsbacken, die Gleitlager an der Hohlachse, die Friktionsfedern und evtl. für die angrenzenden Kugelringe verwendet werden (die ansonsten Wälzlagerfett erhalten). Da manches Fett mit der Zeit verharzt, kann es nicht schaden, es mit Öl zu vermischen (z. B. für den Kupplungsblock) oder nachträglich Öl durch die Hohlachsen einzufüllen. Manche Werkstätten verwenden für die Sachs-Naben auch reines Öl (z. B. Getriebeöl), das nicht zu dünnflüssig sein darf und nicht zu großzügig verwendet werden sollte, damit es nicht aus der Nabe austritt.
Der Bremskonus und alle übrigen beweglichen Teile sollten geölt werden, besonders auch die Sperrklinken, um sie nicht mit Fett zu verkleben.
Die modernen Shimano-Schaltnaben mit Klemmrollen-Kupplung (engl. „roller clutch“) brauchen ein teures Spezialfett. Einige Mechaniker verwenden dafür Öl für Automatikgetriebe (ATF), hiervon ist jedoch abzuraten, da es die Funktion beeinträchtigen kann.
Allgemein sind Schmierstoffe aus dem Automobilbereich gut geeignet.